# Kołobrzeg

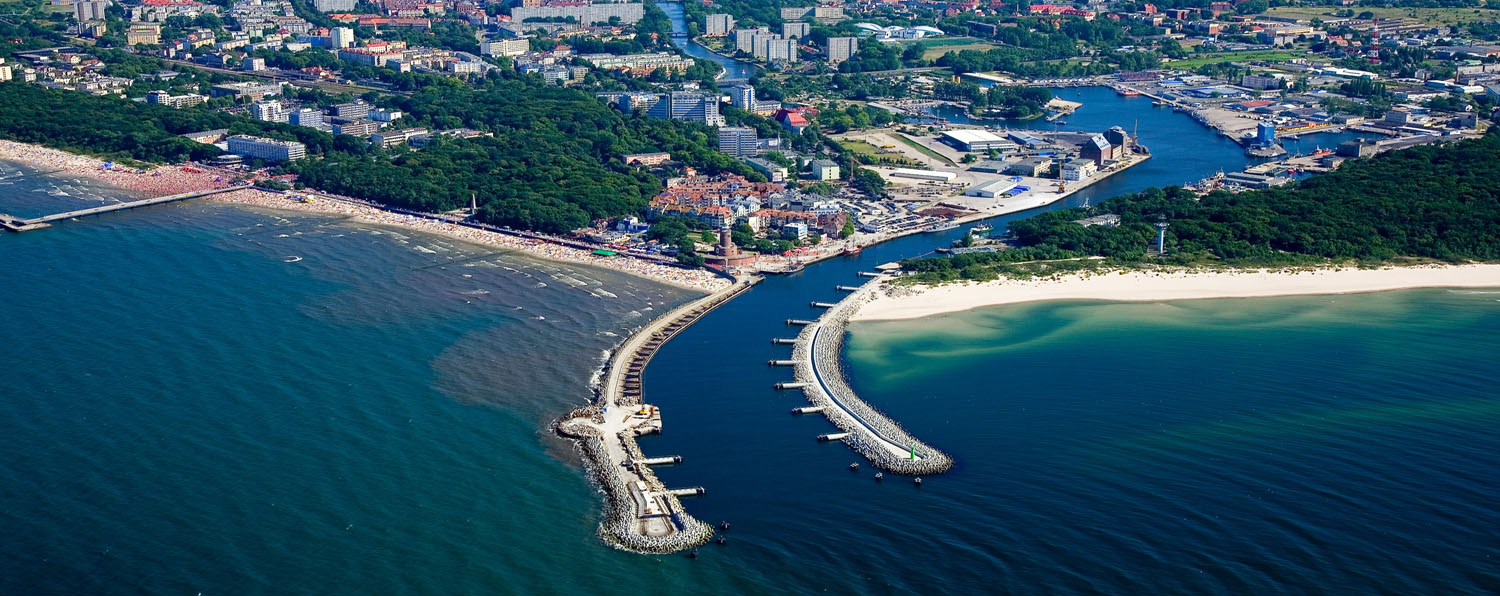
Stadtzentrum aus der Vogelschau

Kołobrzeg ([kɔˈwɔbʒεk] anhörenⓘ) – deutsch Kolberg ([ˈkɔlbɛʁk]), früher Colberg, plattdeutsch Kolbarg ([ˈkɔlbaʁx]) bzw. Kolberg ([ˈkɔlbɛʁç]), kaschubisch Kòlbrzég – ist eine Hafenstadt in der Woiwodschaft Westpommern in Polen. Kołobrzeg ist ein Sol- und Kurbad an der Ostsee. Wirtschaftlich prägen die Stadt mit rund 46.200 Einwohnern (2020) vor allem der Tourismus und die Hafen- und Fischereiwirtschaft.

## Geographie

### Lage
Die Stadt liegt in Hinterpommern an der Mündung der Parsęta (Persante) in die Ostsee, 41 Kilometer westlich von Koszalin (Köslin), etwa 90 Kilometer östlich von Świnoujście (Swinemünde) und etwa 230 Kilometer nordöstlich von Berlin.
Die Ostseeküste hat hier den Charakter einer Ausgleichsküste. Hier mündet der Fluss Parsęta nach 127 km Flusslauf. Östlich liegt Ustronie Morskie (Henkenhagen), westlich und südlich die Landgemeinde Kołobrzeg, die nicht zum Stadtgebiet gehört.
Das Stadtgebiet selbst erstreckt sich über ca. 1800 Hektar und beinhaltet neben den stadttypisch bebauten Flächen ein Fluss-, Kanal- und Hafenareal, einen Küstenbereich und ein abwechslungsreiches Mosaik städtischer Parkanlagen, Naturparkflächen und Brach- und Wiesenflächen, die teilweise Feuchtbiotopcharakter (z. B. Solne Bagno) haben.

### Klima
| Monat                            | Jan | Feb | Mar | Apr | Mai | Jun | Jul | Aug | Sep | Okt | Nov | Dez | Mittelwert       |
| -------------------------------- | --- | --- | --- | --- | --- | --- | --- | --- | --- | --- | --- | --- | ---------------- |
| Höchstwerte (tagsüber) [°C]      | 1   | 2   | 6   | 8   | 13  | 17  | 21  | 20  | 16  | 11  | 6   | 3   | 11 °C (tagsüber) |
| Tiefstwerte (nachts) [°C]        | −1  | −1  | 1   | 3   | 7   | 11  | 13  | 13  | 10  | 6   | 2   | 0   | 5 °C (nachts)    |
| Anzahl der Tage mit Niederschlag | 20  | 15  | 15  | 13  | 12  | 12  | 14  | 11  | 14  | 15  | 18  | 19  | 178              |
| Quelle: Weatherbase.com          |     |     |     |     |     |     |     |     |     |     |     |     |                  |

## Geschichte

### Slawische Vorgängersiedlung

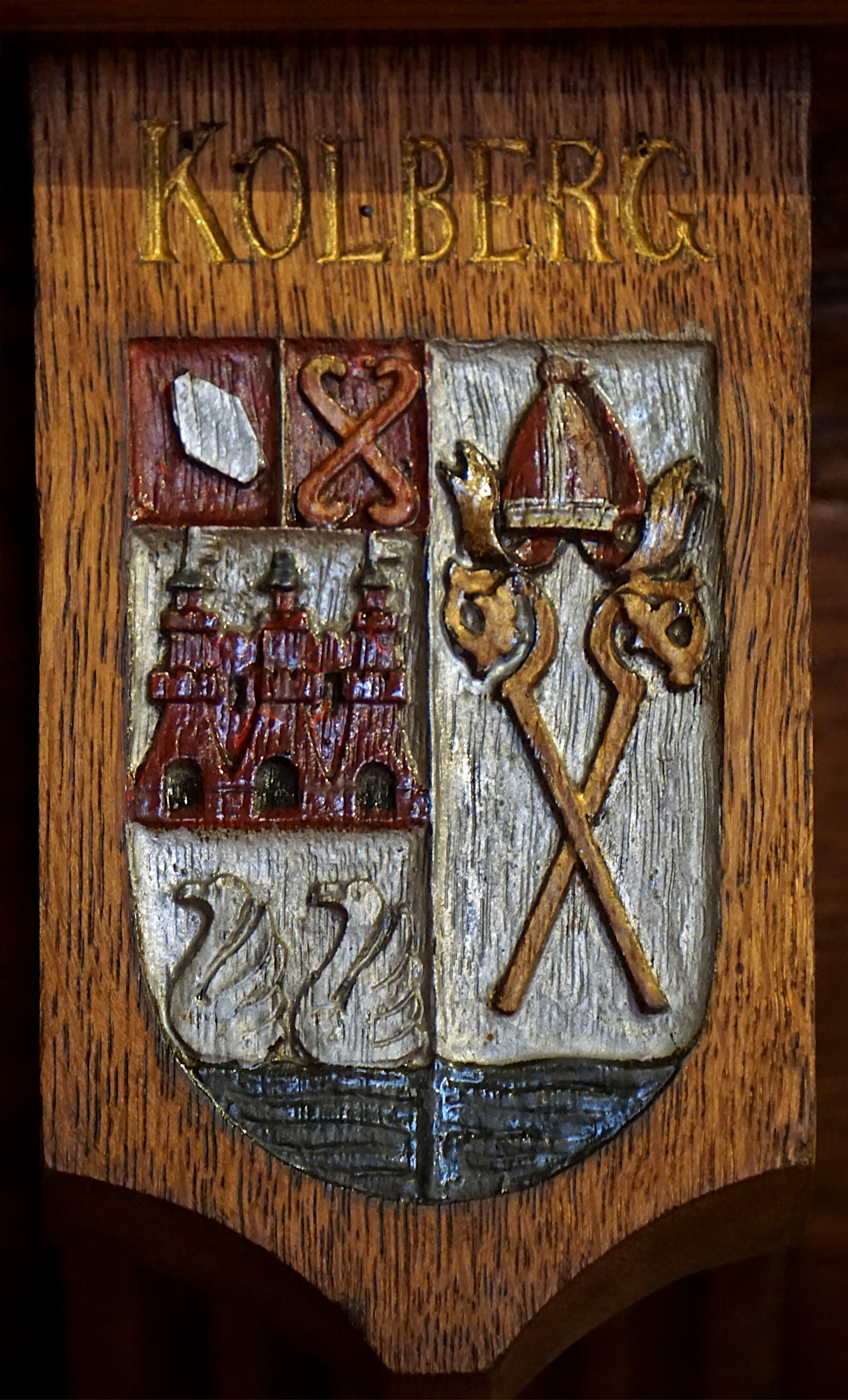
Wappen von Kolberg im Plenarsaal des altstädtischen Rathauses in Danzig

Vom 9. Jahrhundert an bestand eine pomoranische Siedlung, die der Ausbeutung der Salzquellen an der Mündung der Persante diente. Sie wurde zuerst in der Chronik Thietmar von Merseburgs unter dem Namen salsa Cholbergiensis – also etwa: Salz-Kolberg – erwähnt, und zwar als Sitz des Bischofs Reinbern im Jahre 1000. Mit dessen Vertreibung ging einige Jahre später das Bistum wieder unter. Im Jahre 1124 verkündete Bischof Otto von Bamberg in Kolberg das Christentum und weihte 1125 die Marienkirche ein. Mit der Gründung einer deutschen Stadt in der Mitte des 13. Jahrhunderts ging der Name Kolberg auf diese über. Die alte Siedlung bestand unter dem Namen Altstadt (polnisch Budzistowo) weiter.

### Von der Gründung der deutschen Stadt bis zum Übergang an Brandenburg-Preußen
Im Zuge der deutschen Ostsiedlung ließen sich deutsche Siedler etwa 2 km nördlich der bestehenden slawischen Siedlung nieder. Es entstand ein Ort mit regelmäßigem Grundriss und einer umlaufenden Mauer. 1248 tauschten Herzog Barnim I. und Bischof Wilhelm Kolberg und Stargard, das 1255 durch die Brandenburger Markgrafen Johann und Otto bestätigt wurde. 1255 erhielt die „neue“ Siedlung Kolberg von Herzog Wartislaw III. von Pommern und Bischof Hermann von Gleichen von Cammin das Stadtrecht nach Lübischem Recht. Die weiter bestehende wendische Stadt verlor nach Verlegung des Domkapitels 1287 und der Marienkirche, des späteren Kolberger Doms, in die neue Stadt 1282 ihre Bedeutung. Später Altstadt Kolberg genannt, blieb sie als Dorf erhalten und ist heute als Budzistowo eingemeindet. 1277 wurde Kolberg Teil des Stifts Cammin, des weltlichen Herrschaftsgebiets des Bischofs. Der Hanse gehörte Kolberg wohl bereits vor der ersten urkundlichen Erwähnung der Zugehörigkeit im Jahr 1361 (Hanserecesse Band 1, Nr. 259) an und blieb bis 1610 in diesem Städteverbund. In dieser Blütezeit der Stadt waren die Salzproduktion, der Salzhandel und der Fischfang ihre Haupteinnahmequellen und brachten großen Wohlstand. Seit Anfang des 14. Jahrhunderts als Hansestadt besaß Kolberg ein eigenes Münzrecht, das 1548 Kaiser Karl V. bestätigte, als die Stadt ihm huldigte.
Für das Jahr 1261 lassen sich erste Spuren von jüdischen Bewohnern nachweisen, ab dem 14. Jahrhundert siedelten einige jüdische Familien in der ul. Brzozowa (ehemalig: Judenstraße). 1492/93 wurde der größte Teil der jüdischen Bevölkerung nach dem Sternberger Hostienschänderprozess vertrieben. Juden, die sich taufen ließen, durften vorübergehend bleiben, mussten aber im jüdischen Viertel zwischen der ul. Gierczak und der ul. Narutowicza (ehemalig: Linden- und Schlieffenstraße) wohnen und letztlich 1510 die Stadt ebenfalls verlassen. An diese Ghettoisierung erinnerte die deutsche Bezeichnung Enge Judengasse.

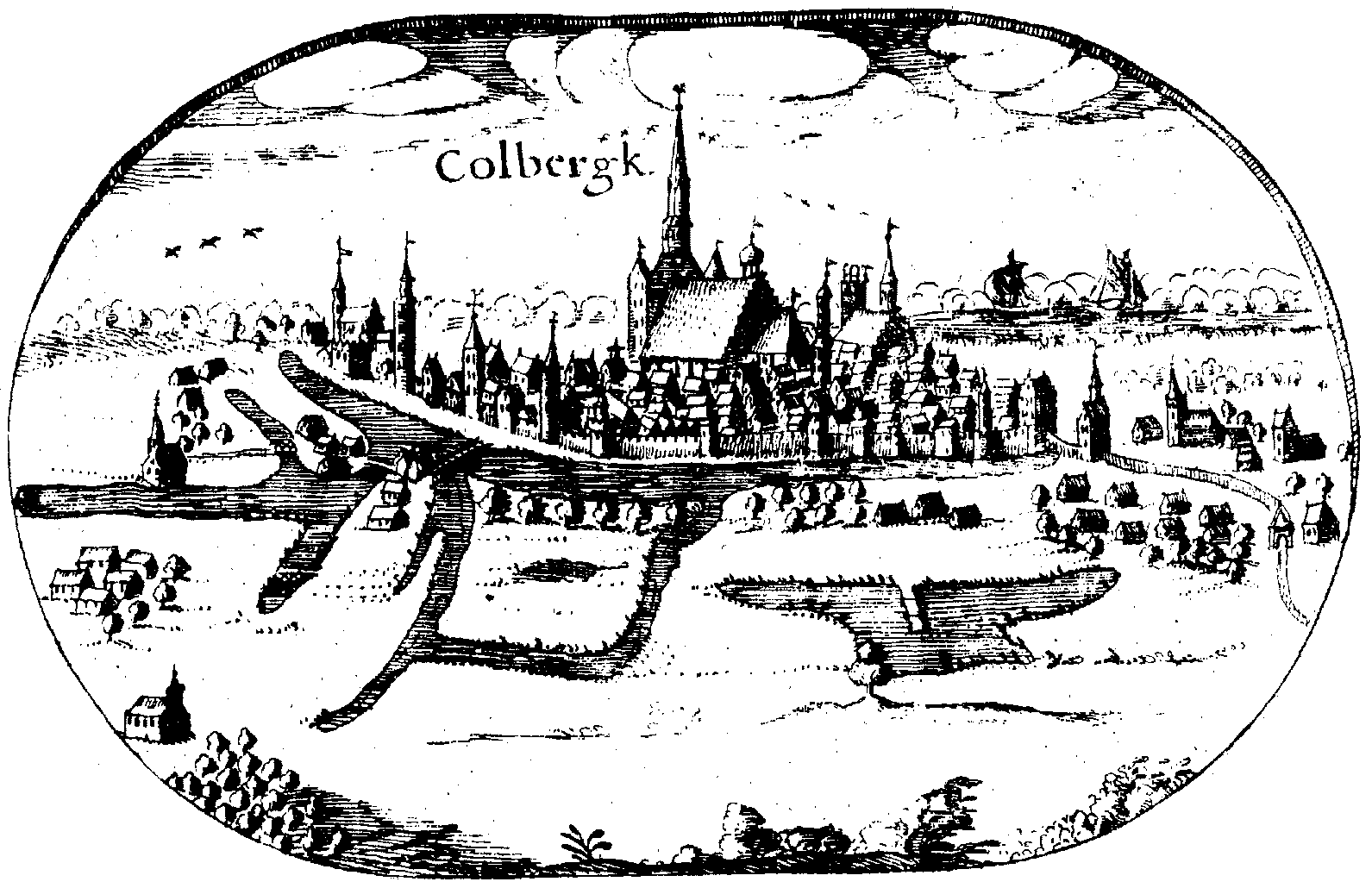
Kolberg auf der Lubinschen Karte von 1618

Karte von Kolberg (1650)

1442 belagerte der Bischof von Cammin Siegfried II. Bock in einem Bündnis mit dem Herzog Bogislaw IX. Siegfried II. die Stadt. Ihr hatte der Bischof verschiedene Hebungen, Pachten und andere Einnahmequellen verpfändet. Als er Ansprüche auf die Saline und den Hafen erhob, kam es zum offenen Konflikt, der bis 1468 in die Amtszeit von Siegfrieds Nachfolger Henning Iven fortgesetzt wurde. Kolberg wehrte alle Angriffe erfolgreich ab.
Ab 1530 wurde in Kolberg die Reformation eingeführt, 1534 wurden die katholischen Einrichtungen in der Stadt durch Beschluss des Stadtrates aufgehoben.
Im 17. Jahrhundert entvölkerte sich Kolberg durch die Pest und den Dreißigjährigen Krieg mit seinen Auswirkungen. 1627 besetzten kaiserliche Truppen die Stadt und befestigten sie. 1631 eroberten schwedische Truppen Kolberg nach fünfmonatiger Belagerung.

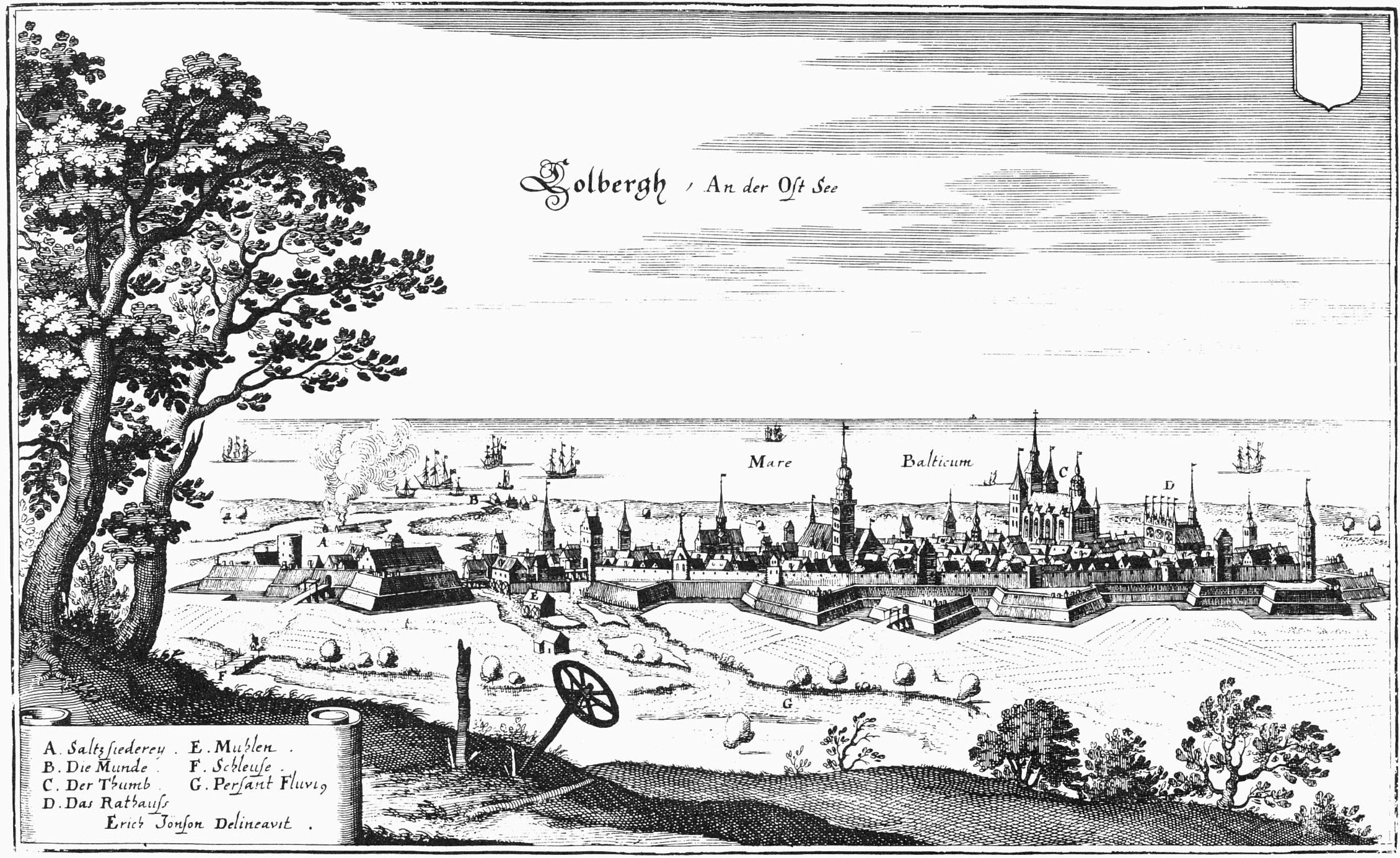
Kolberg 1652, Kupferstich von Matthäus Merian

Festung Kolberg 1776 Panorama

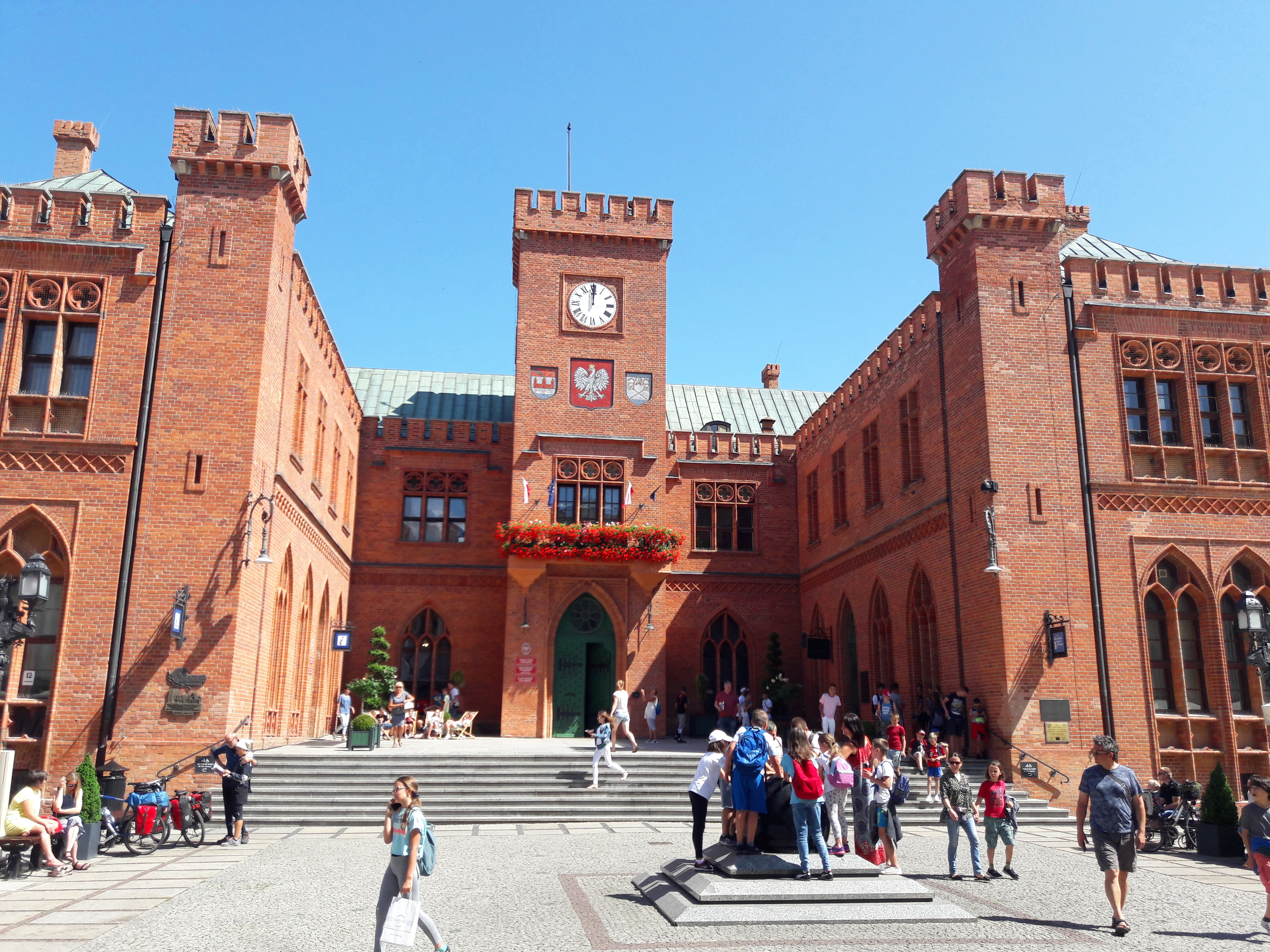
Altes Rathaus von 1832

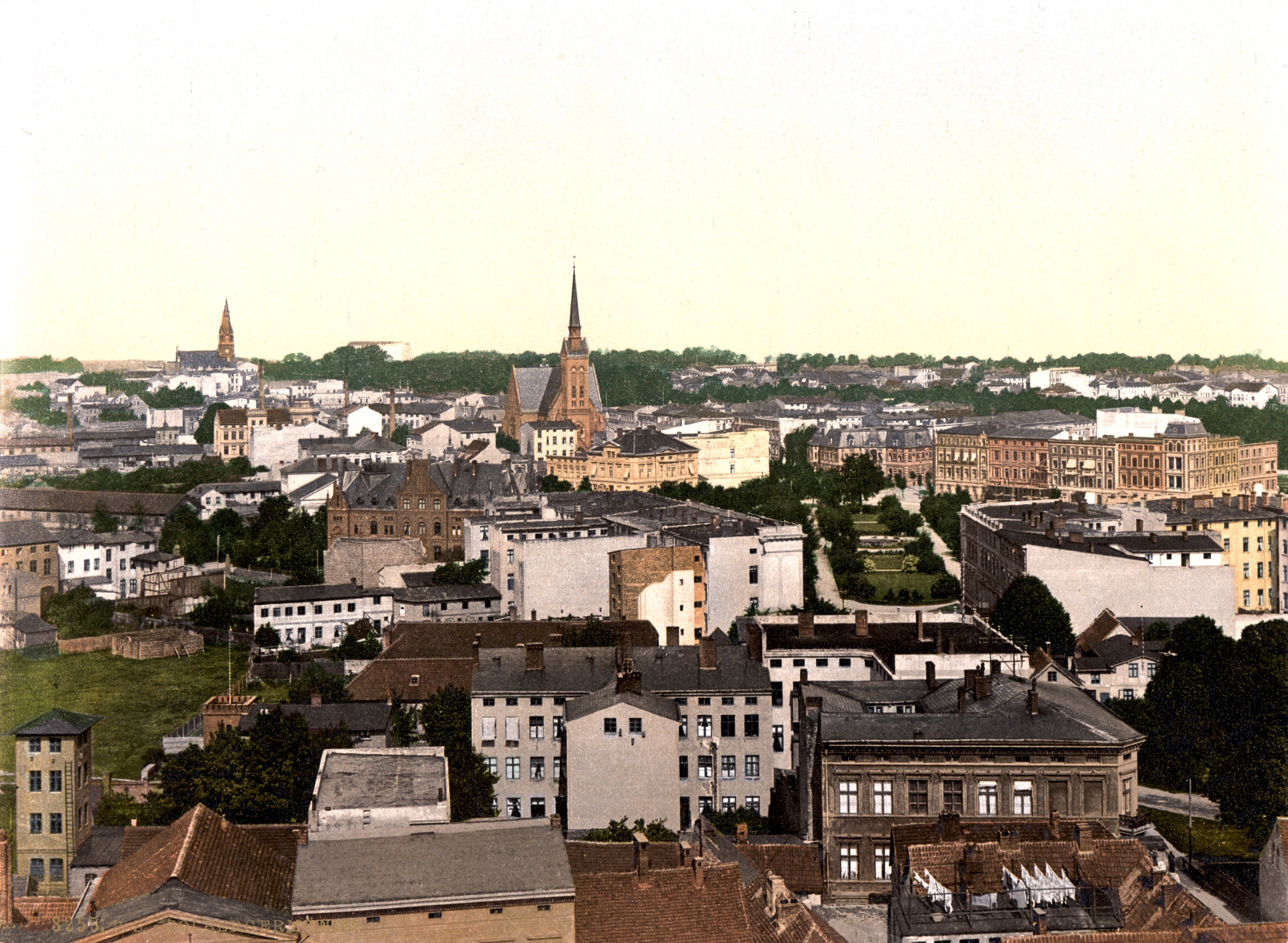
Kolberg Ende des 19. Jahrhunderts

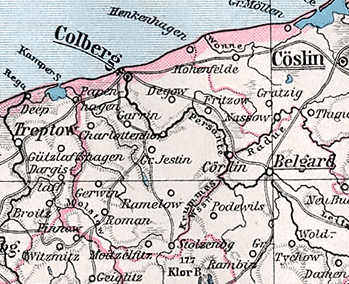
Kolberg (Colberg) an der Mündung der Persante in die Ostsee, westlich von Köslin (Cöslin), auf einer Landkarte von 1905

Plan des Seebads Kolberg um 1910

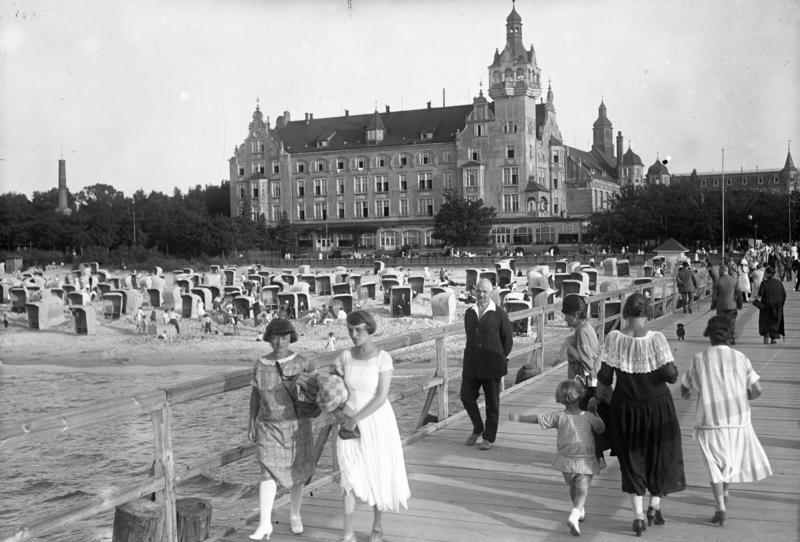
Altes Kurhaus im Juli 1930, von der Seebrücke (Landesteg) aus gesehen
Siehe auch: Kolorierte Postkarte

### Kolberg vom 17. bis ins 19. Jahrhundert
Hinterpommern und damit auch die Stadt Kolberg kamen mit dem Westfälischen Frieden 1648 an Brandenburg-Preußen, wurden aber erst 1653 nach Vereinbarung des Stettiner Grenzrezesses vom Königreich Schweden herausgegeben. Noch im Jahre 1653 wurden in Kolberg die obersten Landesbehörden für das nun brandenburgisch gewordene Hinterpommern eingerichtet, darunter die neue Pommersche Regierung, die Kammer, das Hofgericht und das Pommersche und Camminsche geistliche Konsistorium. Ebenfalls 1653, also relativ spät, erhielt Kolberg seine erste Buchdruckerei. 1669 wurden die Landesbehörden aus Kolberg nach Stargard in Pommern verlegt.
Im Siebenjährigen Krieg, in dem Pommern ein Nebenkriegsschauplatz war, wurde die Festung Kolberg 1758 und 1760 von preußischen Truppen unter Oberst Heinrich Sigismund von der Heyde gegen die Russen erfolgreich verteidigt. Als während der viermonatigen dritten Belagerung eine schützende Besatzungsarmee unter Friedrich Eugen von Württemberg infolge einer Hungersnot abgezogen war, musste von der Heyde die Festung im Dezember 1761 dem russischen General Pjotr Alexandrowitsch Rumjanzew-Sadunaiski übergeben. Von den schweren Zerstörungen, dem Rückgang der Einwohnerzahl von über 5000 auf unter 4000 und dem Verlust aller 40 Handelsschiffe erholte sich Kolberg erst nach 1800.
Während des Vierten Koalitionskrieges ereignete sich die Belagerung Kolbergs 1807 durch die Truppen Napoleons. Verteidigt vom Kommandanten Gneisenau, dem Freikorpsführer Schill und den Bürgern um den Bürgerrepräsentanten Nettelbeck hielt sich die Festung bis zum Friedensschluss. Dieser Erfolg wurde kurz darauf zur Legende, die im politischen Kräftespiel des 19. und 20. Jahrhunderts verschiedene Formen annahm. Zuletzt diente sie 1944 als Vorlage für den nationalsozialistischen Propagandafilm Kolberg.
König Friedrich Wilhelm III. erließ der Stadt den Umlageanteil an der Kriegskontribution und erlaubte ihr, den 2. Juni jährlich als „Friedenstag“ zu feiern.
1812 wurde hier das Festungswachtschiff Colberg in Dienst genommen, das bis zu seiner Außerdienststellung im Dezember 1813 das einzige seiner Art blieb.
Nach der Neuorganisation der Kreisgliederung im preußischen Staat lag Kolberg ab 1816 im Kreis Fürstenthum im Regierungsbezirk Köslin in der Provinz Pommern. Mit Auflösung des Kreises Fürstenthum zum 1. September 1872 wurde Kolberg Kreisstadt des neugeschaffenen Kreises Kolberg-Körlin. Landrat war Robert von Schröder.
Bis 1812 war Kolberg neben Tempelburg die einzige Stadt in Hinterpommern, in der die feste Ansiedlung von Juden vom Magistrat und nach Protesten von christlichen Kaufleuten verhindert wurde. Juden war zwar ein konzessionierter Handel erlaubt, sie mussten aber jeweils nach spätestens 24 Stunden die Stadt wieder verlassen.
Mit dem Judenedikt von 1812 haben sich die Lebensbedingungen der Juden in Kolberg verbessert, ihnen wurde die Ansiedlung wieder erlaubt. Nachdem 1844 in der Baustraße 28 (nach 1945: ul. Budowlana) der Grundstein für die Synagoge gelegt worden war, wurde diese ein Jahr später eingeweiht. Das Gebäude wurde um 1900 durch einen Neubau ersetzt. Von ca. 1865 bis 1925 war Salomon Goldschmidt Rabbiner von Kolberg.
In Kolberg verbüßten bekannte Persönlichkeiten wie Adam Heinrich Dietrich Freiherr von Bülow (von Oktober 1806 bis Mai 1807), Friedrich Ludwig Jahn (Turnvater Jahn), Arnold Ruge und Martin von Dunin ihre Festungshaft. Kolberg war bis 1872 Festung und blieb auch danach Garnisonstadt.
Ab 1800 besuchten erste Gäste Kolberg bereits als Seebad, doch erst nach Schleifung der Festungswerke (1872) blühte die Stadt auf. Auch das Eingehen der königlichen Saline, die seit 1860 nur noch zu Bädern verwendet wurde, wirkte sich günstig für den Badeort Kolberg aus. 1875 gingen die Badeanstalten in städtischen Besitz über. Der Jude Moses Behrend richtete ein Behrendsches Solebad ein und orientierte sich an den medizinischen und balneologischen Standards. 1860 gründet Herrmann Hirschfeld mit zwei weiteren Ärzten den „Soolbadeverein“, der ein weiteres Solebad errichtete. Ab 1882 wurden hier auch Naturmooranwendungen angeboten.
Als erste Zeitung wurde 1825 das Colberger Wochenblatt gegründet. Die Zeitung erschien nach mehreren Namenswechseln ab 1933 als Kolberger Zeitung.
Im Jahre 1891 wurde die Schreibweise der Stadt mit K (= Kolberg) amtlich, die sich schon seit Jahrzehnten eingebürgert hatte. Am 1. Mai 1920 verließ die Stadtgemeinde Kolberg den Kreis Kolberg-Körlin und bildete seitdem einen eigenen Stadtkreis.

### Kolberg vom späten 19. Jahrhundert bis 1933
Das 19. und frühe 20. Jahrhundert waren gekennzeichnet durch einen langen wirtschaftlichen Aufschwung, der sich vor allem auf den Bädertourismus stützte. Kolberg mit seiner national bedeutenden Geschichte war um 1880 eines der größten deutschen Ostseebäder geworden. Das Angebot umfasste See-, Sol- und Moorbäder. 1904 fanden sich 13.288 Kurgäste ein. Im Jahr 1909 standen neun Solequellen zur Verfügung, die sich sämtlich in Privatbesitz befanden, darunter die Salzberg-Quelle, die Zillenberg-Quelle, die Münderfeld-Quelle und die Martin-Tobias-Quelle; der Besuch im selben Jahr bestand aus 15.234 Kurgästen und 11.097 Durchreisenden. Im Jahr 1913 hatte Kolberg 16.737 Kurgäste und wurde von 13.493 Durchreisenden besucht, zehn Jahre später waren 15.803 Kurgäste und 17.512 Durchreisende zu Besuch; stark vertreten war die Berliner Geschäfts- und Finanzwelt. Der jährliche Höhepunkt der Saison war das Friedensfest am 2. Juli. Der schulfreie Tag begann mit einem Festumzug, es folgte im Freien die Aufführung des Theaterstücks Colberg (1868), dessen Autor Paul Heyse seit 1890 Ehrenbürger war, und am Abend ein Feuerwerk am Meer.
Mit Beginn des Ersten Weltkriegs wurde Kolberg Reservelazarettstadt, zugleich ging die Zahl der Kurgäste rapide zurück. Das Kriegsende brachte Kolberg wiederum zu nationaler Bedeutung, diesmal in Verbindung mit der Gestalt Paul von Hindenburgs als „Wächter der deutschen Ostmark“. Nachdem Hindenburgs Oberste Heeresleitung (OHL) von Kassel aus den Rückzug und die Demobilisierung des deutschen Heeres organisiert hatte, zog sie im Februar 1919 nach Kolberg. Sie befehligte von hier ab dem 14. Februar in Abstimmung mit der Reichsregierung die Truppen auf deutschem Staatsgebiet, dessen Grenzen das wiedererstehende Polen noch vor dem Ende der Versailler Friedenskonferenz gewaltsam verändern wollte, speziell den Grenzschutz Ost, sowie mit Genehmigung der Siegermächte das im Baltikum weiterhin gegen die sowjet-kommunistische Rote Armee kämpfende VI. Reserve-Korps und die Verbände der „Baltikumer“. Sitz der OHL und Quartier Hindenburgs war das luxuriöse Hotel Bellevue in der Parkstraße mit Meeresblick. Bewacht wurde es vom „Freikorps Hindenburg“, das aus Angehörigen des Garde-Grenadier-Regiments Nr. 5 und Kolberger Bürgern bestand. Am 7. Mai 1919 gaben die Sieger die von ihnen festgelegten Friedensbedingungen der deutschen Seite bekannt, die ultimativ bis zum 28. Juni zu unterzeichnen waren. Kurz vor Ablauf des alliierten Ultimatums erschienen am 23. Juni 1919 vier britische Zerstörer vor Kolberg und richteten zum Schrecken der Einwohner ihre Geschütze auf die Stadt. Nach der Vertragsunterzeichnung löste sich die OHL am 3. Juli 1919 auf. Am Vorabend, dem traditionellen Festtag der Stadt, hatten sich die Soldaten unter großer Beteiligung der Bürgerschaft feierlich von Hindenburg verabschiedet, der am 25. Juni von seinem Posten als Chef der OHL zurückgetreten war. Ein Teil der OHL existierte bis Oktober 1919 als „Kommandostelle Kolberg“ fort, um dann in Berlin den Kern des „Truppenamts“ im Reichswehrministerium zu bilden, dem versteckten Generalstab der Reichswehr.
Zu Beginn der 1930er Jahre bestanden im Stadtkreis Kolberg, neben der Stadt Kolberg selbst folgende 19 Wohnplätze: Am Kautzenberg, Am Ostseestrande, Bohlberg, Elysium, Erdmannshof, Forsthaus Malchowbrück, Gastwirtschaft Kautzenberg, Hanchenberg, Heinrichshof, Karlsberg, Maikuhle, Malchowbrück, Neugeldern, Ringenholm, Schülerbrink, Stadtfeld, Städtisches Torfmoor bei Gribow, Waldenfelsschanze und Wickenberg.
Bis Ende 1932 bestand in Kolberg ein liberales, weltoffenes Klima. Das Staatliche Dom-Gymnasium bezog 1932 einen Neubau. Zahlreiche Badegäste weilten am Ort, unterschiedlicher gesellschaftlicher Herkunft, aber auch ausländische Besucher hielten sich in dem begehrten Ostsee-Badeort auf. Die entsprechenden Einrichtungen dazu hatten weitgehend den Krisenprozessen der 1920er Jahre widerstehen können. Betreiber waren in der Mehrzahl Ortsansässige, oder aus der Region Pommern stammende Unternehmer. Aber auch Verbände, Stiftungen und künstlerische, medizinische oder gesundheitliche Zwecke verfolgende Einrichtungen hatten sich hier gut eingereiht. Zu ihnen gehörten auch politische oder religiöse Ziele verfolgende Organisationen. Unter ihnen als Träger Ärztegesellschaften, Traditionsvereine und auch jüdische Interessengemeinschaften. Dies änderte sich durch den vor allem in den letzten Monaten des Jahres 1932 immer offener propagierten Antisemitismus, überzogenes Deutschtum und Terrorisierung Andersdenkender durch nationalsozialistische Kreise. 
Kolberg verfügte über zahlreiche Hotels, Gasthöfe und Restaurants, Bankhäuser, Kaufhäuser, Einzelhandelsgeschäfte, Gewerbetreibende, Dienstleister sowie Handelsunternehmen und Fabriken der mittelständischen Industrie.

### Kolberg zur Zeit des Nationalsozialismus
Im Zuge ihrer Machtergreifung setzten die Nationalsozialisten im März 1933 den seit 1909 amtierenden Bürgermeister Lange und zahlreiche Beamte ab. Ab 1935 entstanden im Rahmen der Aufrüstung der Wehrmacht und der Aufrichtung der Luftwaffe in Kolberg mehrere Kasernenkomplexe, und der Fliegerhorst Kolberg wurde gebaut.
Im Novemberpogrom von 1938 wurden die 1899 eröffnete Neue Synagoge und alle jüdischen Geschäfte völlig zerstört. Das jüdische Kurheim wurde aufgelöst und in der Folge in ein Kohlengeschäft umfunktioniert, die Synagoge in ein Eisenwarengeschäft umgewandelt und die meisten jüdischen Männer für einige Monate ins KZ Sachsenhausen verbracht und dort misshandelt. Am 12./13. Februar 1940 wurden in einer Überraschungsaktion 1200 Juden aus Pommern und auch Kolberg in das Generalgouvernement Polen deportiert. Schließlich beendeten die deutschen Behörden 1942 das jüdische Leben in Kolberg, nachdem fast alle der noch verbliebenen jüdischen Bewohner in Vernichtungslager deportiert worden waren. Die Synagoge und der angrenzende Straßenzug wurden bei den Kämpfen um die Stadt 1945 vollständig zerstört und in der Nachkriegszeit mit Wohngebäuden bebaut. Somit ist nach der Pogromnacht 1940 bis 1942 die gesamte jüdische Bevölkerung deportiert und größtenteils ermordet worden.
Im Jahr 1939 war Kolberg mit 823.177 Übernachtungen der größte deutsche Kur- und Badeort. Im Zweiten Weltkrieg wurde es erneut Lazarettstadt. In den letzten Kriegsjahren dienten auch die Gebäude des Domgymnasiums und des Lyzeums als Lazarette.

### Das Ende des Zweiten Weltkriegs

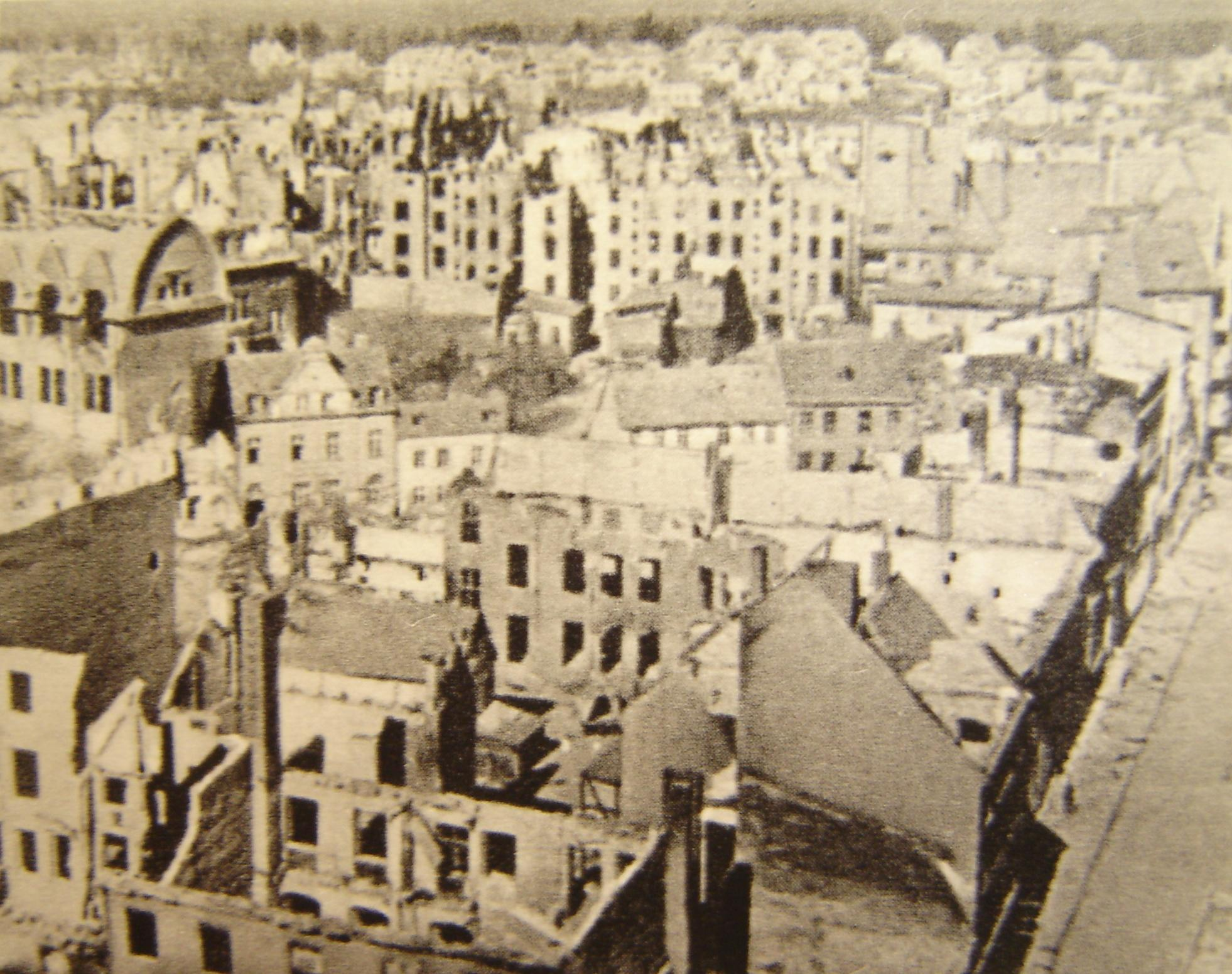
Zerstörtes Kolberger Zentrum 1945

Im weiteren Verlauf des Zweiten Weltkriegs waren die deutschen Truppen ab 1943 auf dem Rückzug. Als die sowjetischen Truppen an der Ostgrenze Deutschlands standen, erklärte Adolf Hitler Kolberg im November 1944 zum Festen Platz. Kolberg sollte bei einem Vorrücken der Sowjettruppen nicht aufgegeben werden, sondern bis zum letzten Soldaten verteidigt werden. Ende Januar 1945 trennte die Rote Armee in der Weichsel-Oder-Operation mit ihrem Großangriff in Richtung Berlin den Norden Pommerns vom Landesinneren ab. Befehlshaber in Kolberg wurde am 14. Februar 1945 Oberst Fritz Fullriede. In der zweiten Etappe der Schlacht um Ostpommern rückte die nordwestlich operierende 1. Weißrussische Front gegen Kolberg und die 2. Weißrussische Front gegen Köslin vor. Am 5. März wurde Köslin erobert und auch Cammin an der Ostsee erreicht. Dadurch war die deutsche Front gespalten.

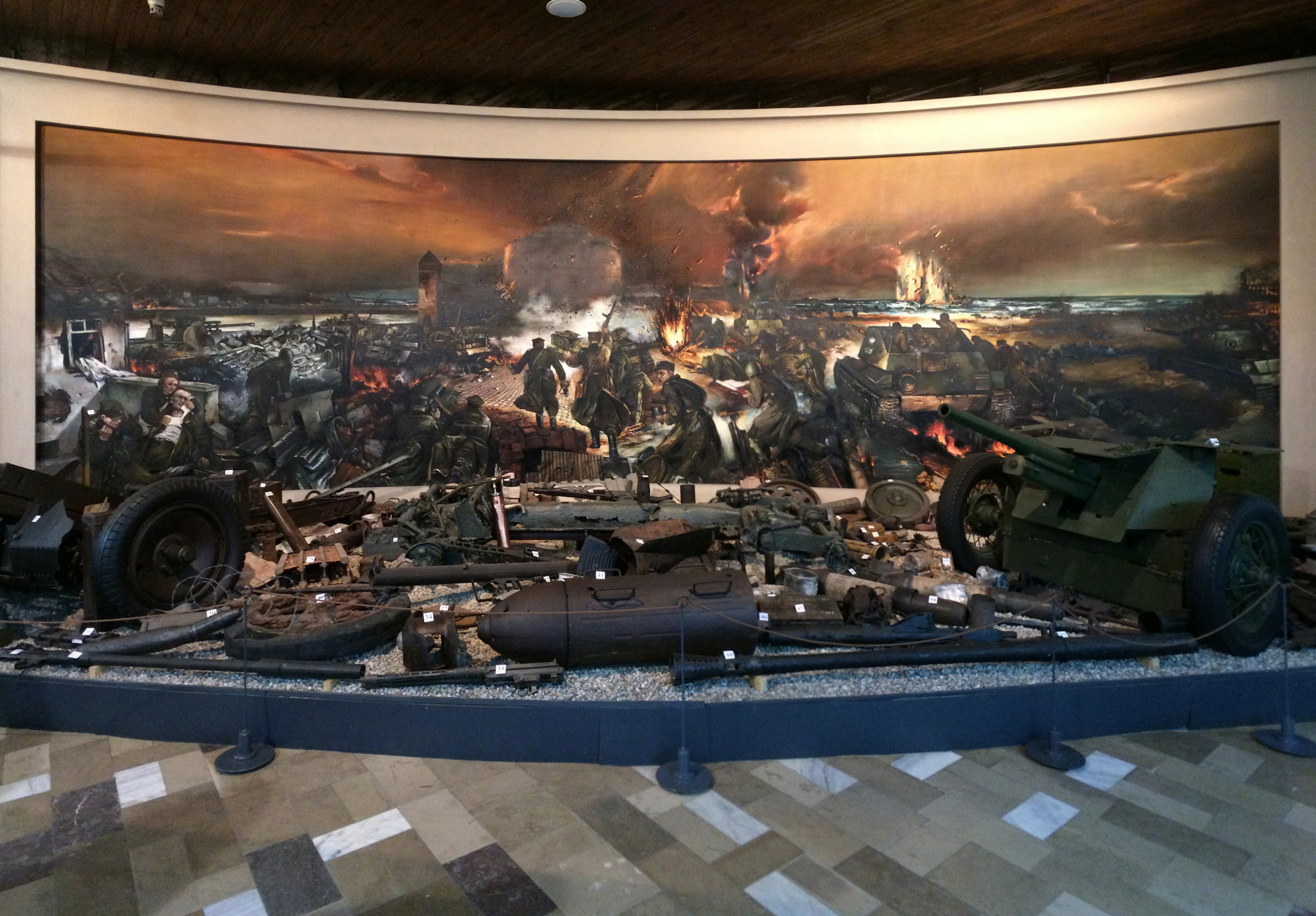
Heroisierendes Gemälde zur Stadteroberung 1945 durch polnische Truppen im Polnischen Waffenmuseum

Ab dem 10. März 1945 kontrollierten die Truppen der 1. Weißrussischen Front die Ostseeküste von Köslin bis zur Odermündung. Kolberg, das nicht evakuiert werden durfte, wurde seit dem 4. März belagert und hielt sich bis zum 18. März. An den Kämpfen waren vor allem polnische Truppen der Berling-Armee beteiligt, was heute im Polnischen Waffenmuseum der Stadt besonders betont wird. Die Stadt wurde zu 90 % zerstört und viele Menschen kamen dabei um. Sowjetische und polnische Truppen besetzten die Stadt am 18. März.

### Nach dem Zweiten Weltkrieg
Im Mai 1945 lebten nur noch etwa 2200 Deutsche in Kolberg. Nach Kriegsende wurde Kolberg zusammen mit ganz Hinterpommern von der Siegermacht Sowjetunion gemäß dem Potsdamer Abkommen dem kommunistischen Regime der Volksrepublik Polen zur Verwaltung überlassen. Noch 1945 wurde die Stadt in Kołobrzeg umbenannt. Es begann danach die Zuwanderung von Personen polnischer und ukrainischer Nationalität, die zum Teil im Zuge der Zwangsumsiedlung von Polen aus den ehemaligen polnischen Ostgebieten 1944–1946 vertrieben worden waren. Die bisherige Bevölkerung musste mit Ausnahme weniger Personen, die für den Wiederaufbau der Infrastruktur benötigt wurden, die „wilde“ Vertreibung aus Kolberg durch die kommunistische polnische Administration erdulden.
Nach dem Zweiten Weltkrieg waren in der Zeit des Stalinismus viele Bürger der Stadt und vor allem die Mitglieder der Polnischen Heimatarmee, die sich nach Kriegsende hier niedergelassen hatten, Repressalien ausgesetzt; sie wurden von Mitarbeitern des NKWD in Gulags verschleppt und manche auch dort ermordet, da Teile von ihnen sowohl die deutschen als auch die sowjetischen Truppen bekämpft hatten. Ihnen zu Ehren gibt es jetzt ein Denkmal auf dem städtischen Friedhof.

Flagge von Kołobrzeg

Im Jahr 2000 errichtete die Stadtverwaltung von Kolberg ein deutsches Lapidarium mit den noch auffindbaren deutschen Grabsteinen zum Gedenken der früheren deutschen Bevölkerung, das unter Beteiligung des deutschen Heimatkreises eingeweiht wurde. Wenig später wurde ein jüdisches Lapidarium eingerichtet. Seit 2000 gedenken polnische und deutsche Kriegsveteranen gemeinsam am Jahrestag der „Beendigung der Kämpfe um Kolberg“ am 18. März 1945 ihrer Opfer. Im März 2005 erschien auf Initiative der polnischen Veteranen ein dreisprachiges Ehrenbuch der in Kolberg gefallenen sowjetischen, polnischen und deutschen Soldaten und Volkssturmleute.
In den 2010er Jahren sind im Kurviertel, durch einen schmalen Waldgürtel von der Ostsee getrennt, viele Kurhotels entstanden, inzwischen über 20 Einrichtungen. Die zahlreichen Kurgäste und Touristen kommen vor allem aus Skandinavien und Deutschland.

### Demographie und Sprache
Nach der Niederlegung der Festungswälle hatte sich die Bevölkerung um das Jahr 1900 auf über 20.000 beinahe verdoppelt. Im 19. Jahrhundert war in Kolberg eine polnische und jüdische Minderheit entstanden, deren Anteil 1900 bei 2 % bzw. 1,5 % lag.
| Jahr | Einwohner | Anmerkungen |
| ---- | --------- | --- |
| 1628 |           | 999 Wohnhäuser einschließlich der Vorstädte                                                                                                |
| 1740 | 5027      | keine Juden |
| 1762 | 4000      | Bevölkerungsabnahme infolge von Kriegswirren                                                                                               |
| 1782 | 4006      | in 827 Wohnhäusern einschließlich der Vorstädte, davon 738 mit Ziegel- und 89 mit Strohdach, keine Juden                                   |
| 1784 | 4090      | keine Juden, nach anderen Angaben 4189 Einwohner                                                                                           |
| 1786 | 3940      | keine Juden |
| 1789 | 4178      | in 816 Wohnhäusern, davon 730 mit Ziegel- und 86 mit Strohdach, keine Juden                                                                |
| 1791 | 4259      | in 814 Wohnhäusern, davon 731 mit Ziegel- und 83 mit Strohdach, keine Duldung von Juden                                                    |
| 1794 | 4319      | in 815 Häusern, keine Juden |
| 1807 | 4445      | in 815 Wohnhäusern einschließlich der Vorstädte                                                                                            |
| 1808 | 4027      | Rückgang aufgrund der Belagerung Kolbergs von 1807                                                                                         |
| 1812 | 5597      | davon 508 (?) Katholiken, keine Juden |
| 1816 | 5210      | davon 65 Katholiken, 40 Juden |
| 1820 | 5554      | in 714 Wohnhäusern, davon 5503 Evangelische, 43 Katholiken, 48 Juden                                                                       |
| 1831 | 6221      | davon drei Katholiken, 117 Juden |
| 1843 | 7528      | davon 50 Katholiken, 135 Juden |
| 1852 | 8658      | davon 53 Katholiken, 136 Juden |
| 1862 | 10.082    | in 962 Wohnhäusern, davon 9781 Evangelische, 92 Katholiken, 202 Juden, sieben Altlutheraner, nach anderen Angaben sieben Deutschkatholiken |
| 1864 | 12.648    | [ 40 ] |
| 1867 | 12.850    | am 3. Dezember |
| 1871 | 13.106    | am 1. Dezember, davon 11.979 Evangelische, 826 Katholiken, 21 sonstige Christen, 280 Juden                                                 |
| 1872 | 13.130    | [ 40 ] |
| 1875 | 13.537    | [ 45 ] |
| 1876 | 13.781    | [ 40 ] |
| 1877 | 14.053    | [ 40 ] |
| 1878 | 14.215    | [ 40 ] |
| 1880 | 16.027    | Volkszählung vom 01. Dezember 1880 |
| 1882 | 16.050    | 05. Juni 1882 |
| 1885 | 16.557    | Volkszählung vom 01. Dezember 1885 |
| 1890 | 16.999    | Volkszählung vom 01. Dezember 1890, davon 786 Katholiken, 383 Juden                                                                        |
| 1895 | 18.622    | Volkszählung vom 01. Dezember 1895 |
| 1900 | 20.200    | mit der Garnison (zwei Bataillone Infanterie Nr. 14 und eine Abteilung Feldartillerie Nr. 2), davon 786 Katholiken, 349 Juden              |
| 1905 | 22.856    | Volkszählung vom 01. Dezember 1905, davon 21.339 Evangelische, 1054 Katholiken, 127 „andere Christen“ und 336 Juden                        |
| 1909 | 24.573    | davon 450 Juden |
| 1910 | 24.786    | auf einer Fläche von 5006 ha, davon 23.208 Evangelische, 932 Katholiken und 287 Juden                                                      |
| 1925 | 30.115    | davon 28.482 Evangelische, 836 Katholiken, 17 sonstige Christen, 290 Juden, nach anderen Angaben 255 Juden                                 |
| 1933 | 33.735    | davon 32.142 Evangelische, 871 Katholiken, sieben sonstige Christen, 197 Juden                                                             |
| 1939 | 33.580    | davon 30.925 Evangelische, 1057 Katholiken, 546 sonstige Christen, 81 Juden, nach anderen Angaben 85 Juden                                 |

| Jahr | Anzahl Einwohner | Anmerkungen |
| ---- | ---------------- | ----------- |
| 1960 | ca. 17.000       | meist Polen |
| 2006 | ca. 44.000       |             |
| 2014 | ca. 47.000       |             |
| 2023 | ca. 43.500       |             |

Bis zum Ende des Zweiten Weltkrieges und der damit verbundenen wie darauf folgenden Flucht beziehungsweise Vertreibung der deutschen Bevölkerung wurden in Kolberg Deutsch und Niederdeutsch (Pommersch Platt) gesprochen. Heute ist Polnisch Amts- sowie Muttersprache in Kołobrzeg. Sprachwissenschaftlich wird die Region Pommern dabei den Neuen Mischdialekten (Nowe dialekty mieszane) zugeordnet, welche in den ehemals deutschen Gebieten durch die Zuwanderung und Besiedlung aus dem vormaligen Ostpolen entstanden. (siehe auch Zwangsumsiedlung von Polen aus den ehemaligen polnischen Ostgebieten 1944–1946)

## Solequellen

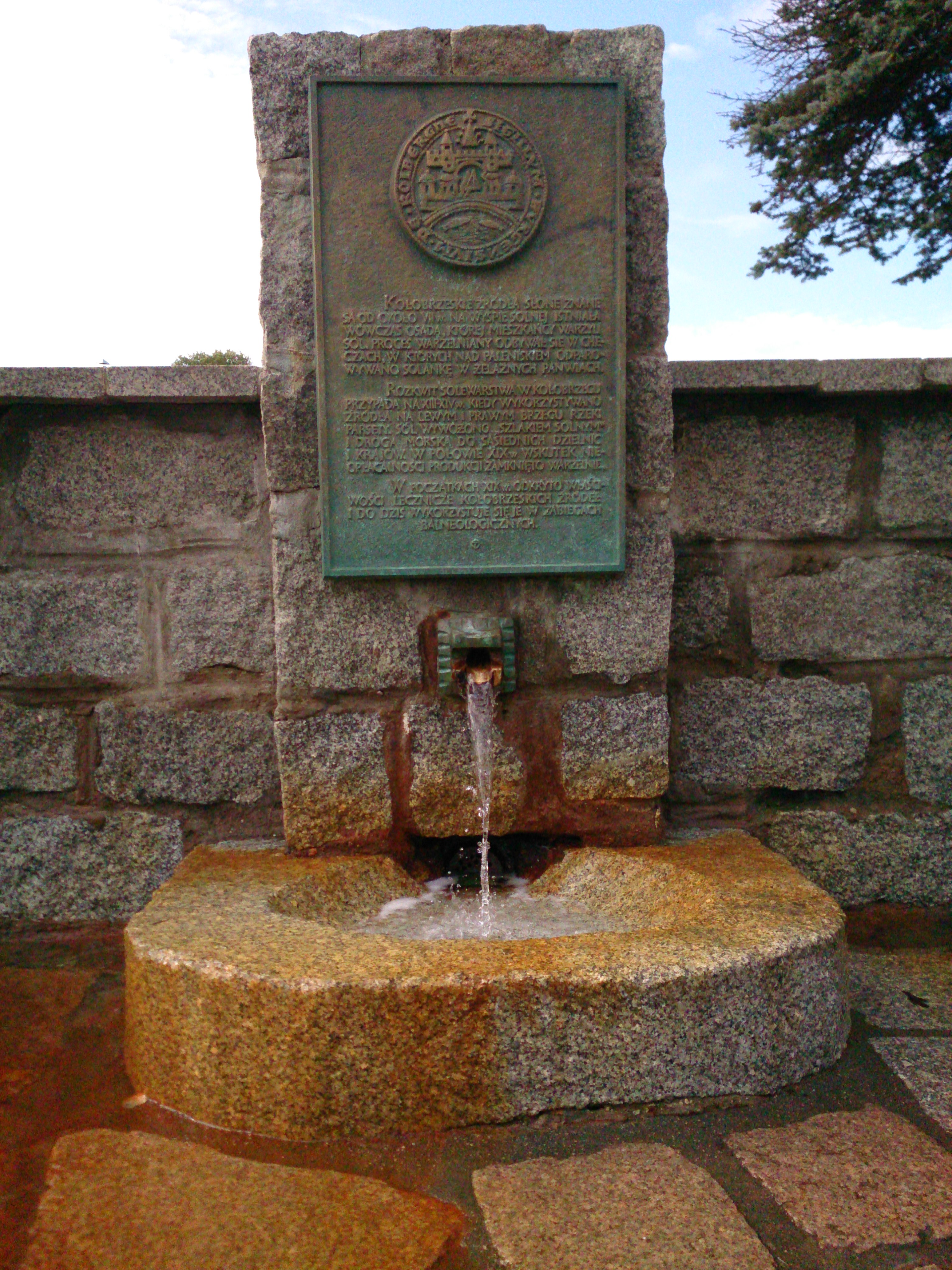
Eingefasste Solequelle auf der Salzinsel

Im Jahr 1910 veröffentlichte Tabelle zur chemischen Zusammensetzung des Quellwassers vier verschiedener Kolberger Solequellen und ein früher von Fresenius für die Zillenberg-Quelle erhaltenes Analyse-Ergebnis

Die Stadt verfügt über vitriolhaltige Quellen mit einer verhältnismäßig schwach gesättigten ca. 6-prozentigen Sole – in Lüneburg wird beispielsweise gesättigte Sole mit 25 Prozent Salzgehalt gewonnen. Die Salzproduktion führte zur Besiedelung des Ortes und war Basis für den späteren Reichtum der Stadt. Auf die Geschichte Kolbergs als Salzstadt weisen die ehemaligen deutschen Orts- bzw. Straßenbezeichnungen wie Salzberg, Siederland, Gradierstraße und Pfannschmieden hin. Waren die Salzquellen und die Anlagen zur Salzherstellung zunächst beiderseits der Persante gelegen, wurde das Salz später vorwiegend auf der Salzinsel gewonnen. Diese wird vom Hauptlauf der Persante (Parsęta) und dem Holzgraben (Kanał Drzewny) umflossen. In einer Beschreibung des 18./19. Jahrhunderts wurden sie wie folgt verortet:^^

„Die Salzquellen … liegen vor dem Münder Thore auf dem Zillenberge, diesseits der Persante, nahe bei einander. Nicht weit von der Mündung des Hafens stehen auf dem Salzberge 17 siedende und 8 wüste Kothen, nebst einem allgemeinen Siedhause, wovon eine siedende Kothe mit der Pfanne 4600 Rthlr. und eine wüste Kothe 1800 Rthlr. geschätzt wird.“

Um das Jahr 1000 wurde Colberger Salz überregional u. a. nach Polen verkauft, da der eigene Bedarf gering war. Ab dem 12. Jahrhundert wurden die Salzkoten und Pfannen durch die pommerschen Herzöge an kirchliche Institutionen verliehen. Die Klöster transportierten das Salz zunächst für den Eigenbedarf ab; später traten sie ihre Salzgerechtsame gegen Geld ab und diese kamen so in bürgerliche Hände. Ab 1255 ging die Aufsicht und der Betrieb der Saline auf den Rat und die Bürger über. Kolberger Salz wurde im 15. Jahrhundert sowohl auf dem Seeweg in den benachbarten Küstenstreifen als auch auf dem Land- und Flussweg nach Polen, in das pommersche Hinterland, die Neumark und in die Mark Brandenburg ausgeführt. 1473 waren Bewohner von Rügenwalde (Darłowo), Stettin, Stargard, Schivelbein, (Świdwin), Belgard (Białogard) finanziell an den Salinen beteiligt, wie das Kotbuch und das Stadtbuch notieren.
Eine intensive Ausbeutung der Quellen unterblieb ab Anfang des 19. Jahrhunderts wegen der Konkurrenz des Steinsalzes und ihres relativ niedrigen Salzgehaltes. Daraus resultierte ein hoher Holzbedarf zum Sieden des Salzes. Eine Solequelle auf der Salzinsel ist seit den 1990er Jahren mit Stein eingefasst; ihr Wasser fließt aus einem Metallrohr.

## Kultur und Sport

Offizielles Logo der Stadt Kołobrzeg

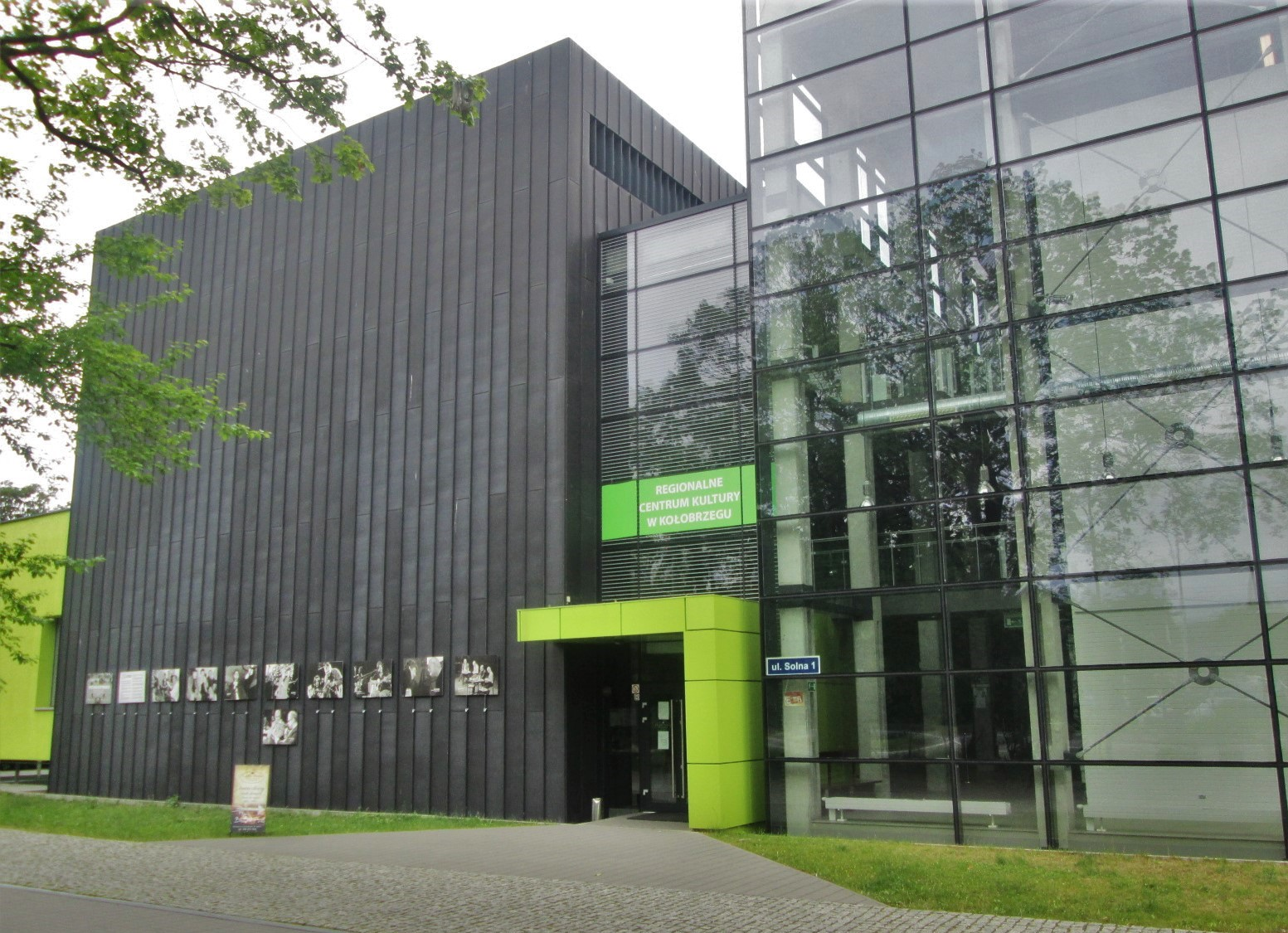
Regionales Kulturzentrum am Park Teatralny

### Regionales Kulturzentrum
Das regionale Kulturzentrum der Stadt (Regionalne Centrum Kultury w Kołobrzegu) am Park Teatralny organisiert Veranstaltungen aus verschiedenen Kulturbereichen. Ausstellungen finden im Zentrumsgebäude statt, in dem sich auch ein Café bzw. Internetcafé befindet. Für Musikkonzerte, kleinere Theater- oder Comedyaufführungen wird der angrenzende überdachte Bühnenbereich genutzt.

### Musik
Seit 2003 wurde Ende Juli das Sunrise-Festival veranstaltet, das einem Rave entsprechend der elektronischen Musik gewidmet ist und im Amfiteatr, an der Promenade und direkt am Strand stattfand. Wegen des eingeschränkten Platzes an den bisherigen Veranstaltungsorten findet das Festival seit 2018 auf dem stillgelegten Flughafen in Podczele (ehemals Kolberg Stadtwald) westlich des Zentrums statt.

### Sport
Die Stadt verfügt über zwei größere Sporthallen, die unter dem Begriff Milenium Sporthallen zusammengefasst sind: Die Ritterhalle für Basket- und Volleyballsport befindet sich im Zentrum von Kołobrzeg, die Sport- and Event-Arena MILENIUM bietet 1.306 Sitzplätze, Kommentatoren-Plätze sowie technische und sanitäre Einrichtungen, die lokale und internationale Messen, Ausstellungen, Konzerte, Kulturveranstaltungen sowie Feiern und Aufführungen ermöglichen.
Im Ort ist die Basketballprofimannschaft Kotwica Kołobrzeg beheimatet. Der Verein spielt seit 2005 in der höchsten polnischen Liga.
Der Fußballverein MKP Kotwica Kołobrzeg spielt seit 2024 in der zweithöchsten Liga Polens (1. Liga) und trägt seine Heimspiele im Stadion Miejski im. Sebastiana Karpiniuka aus.
Jedes Jahr wird im Juni ein Triathlon (bzw. ein Duathlon) veranstaltet, der von dem polnischen Energieversorger Enea gesponsert und als Enea Tritour vermarktet wird. Start und Ziel ist am Leuchtturm der Stadt. 2015 gingen rund 400 Teilnehmer an den Start.
Die Hafenstadt ist möglicher Endpunkt für Kanutouren auf der Persante (Parsęta) und kann Station beim Küstenpaddeln auf der Ostsee sein.
Von 1921 bis 1945 bestand in Kolberg der Sportverein Viktoria Kolberg.
Zwischen 1926 und 1929 wurde um Kolberg viermal das Kolberger Bäderrennen, das in dieser Zeit zu den wichtigsten Motorradrennen Deutschlands zählte, ausgetragen.

### Museen

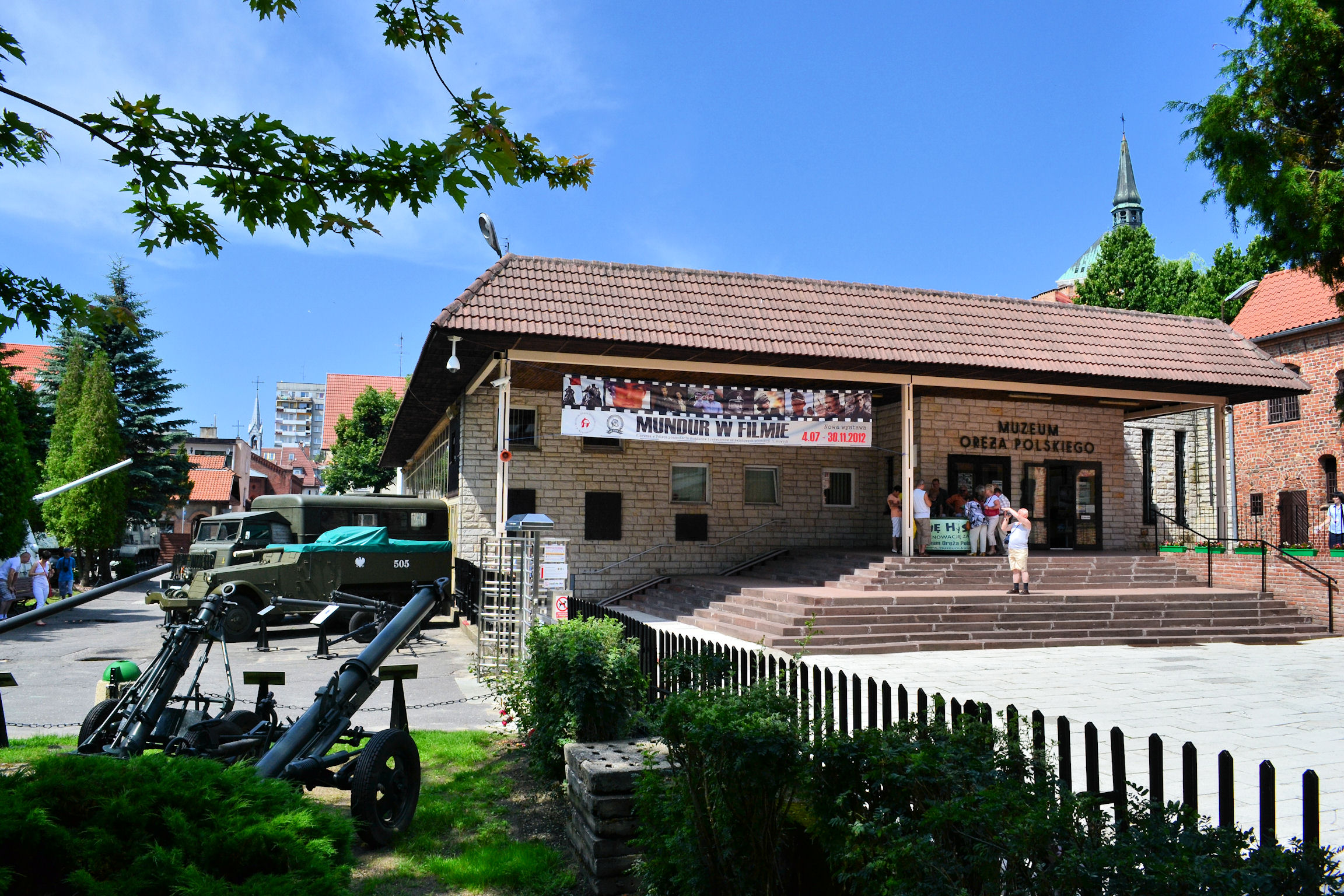
Eingang zum Waffenmuseum. Im Hintergrund die Turmspitze des Doms.

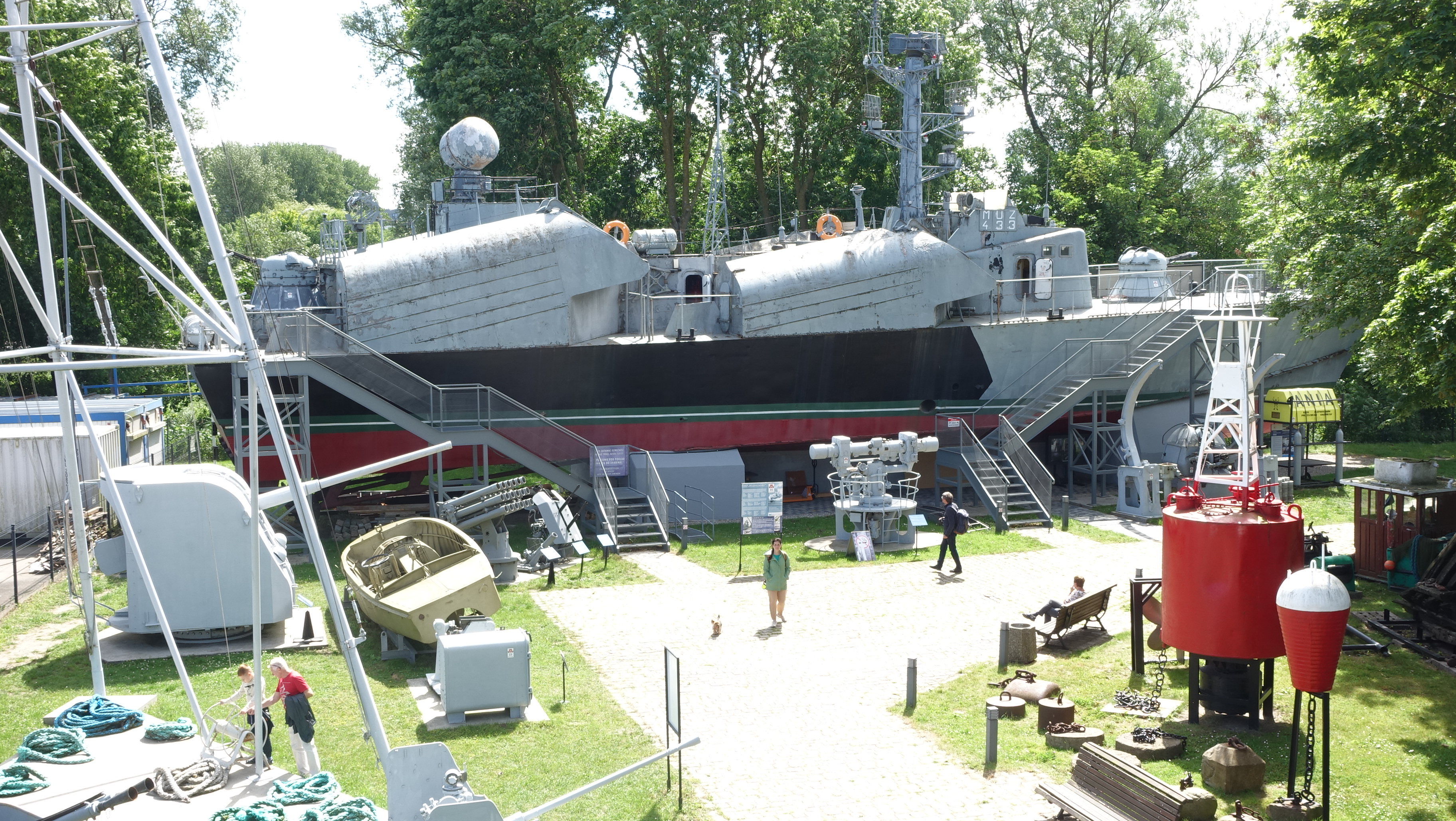
Raketenschiff „Tiermit“ Typ P-15 von 1955 im Museumshafen

Im Museum der Geschichte der Stadt Kolberg, das im Braunschweigschen Haus untergebracht ist, werden archäologische Funde ausgestellt, die aus Grabungen in der Stadt und der Vorgängersiedlung Budzistowo stammen. Themenbereiche sind die Besiedlung Kolbergs mit der Ausbeutung der Salzquellen, die Geschichte der Festung Kolbergs und die Entwicklung der Stadt zum Kurort. Eine Etage ist Exponaten aus sieben Jahrhunderten deutscher Stadtgeschichte gewidmet, die während des Wiederaufbaus gefunden wurden. Zudem werden weitere, wechselnde Ausstellungen präsentiert.

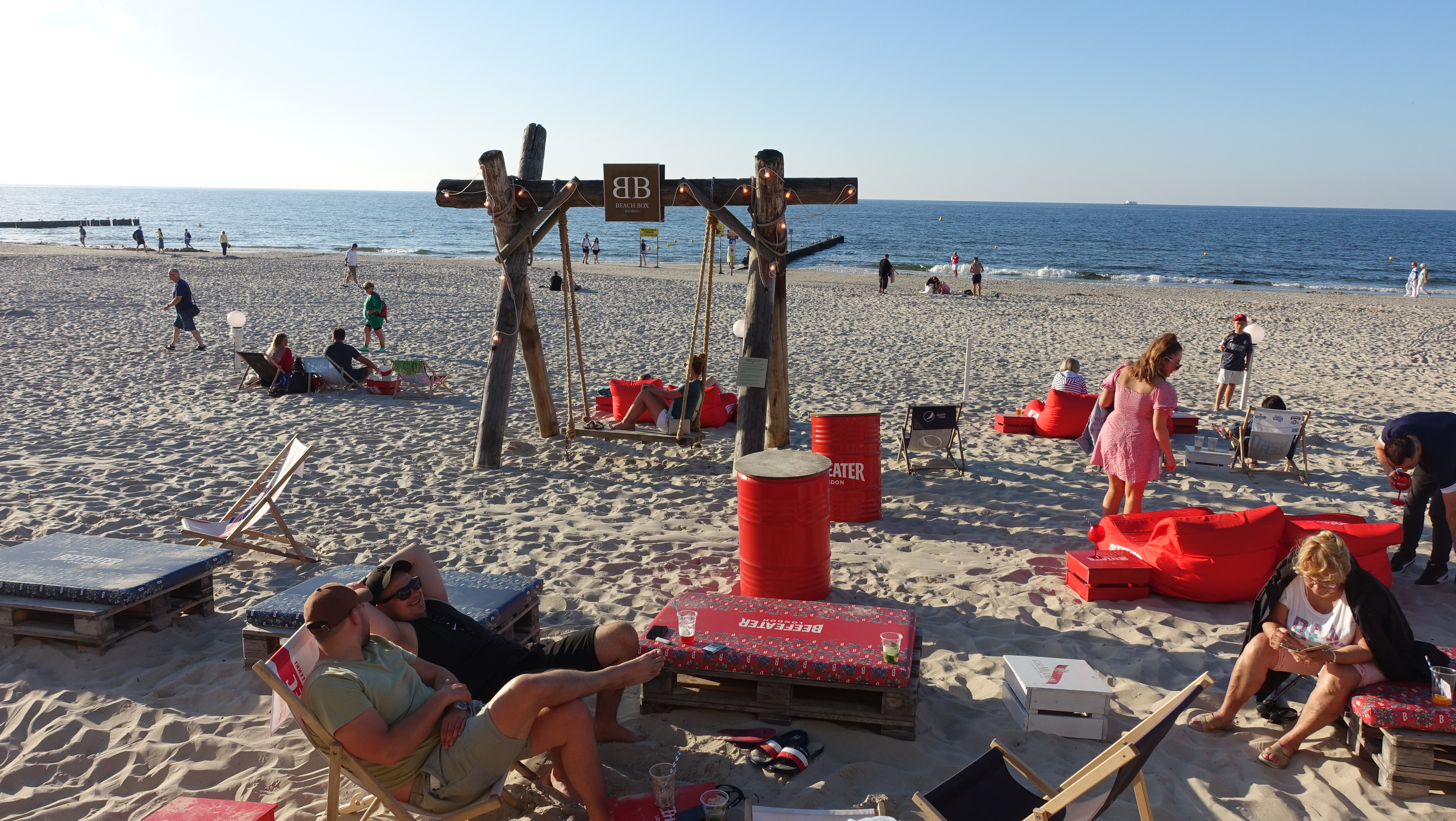
Die Beachbox bietet mondänes Strandleben und einfaches Essen

Die Ausstellung des Museums polnischer Waffen dokumentiert die Entwicklung des polnischen Heeres von den Piasten bis zum Ende des Zweiten Weltkrieges. Die Sammlung des Museums präsentiert Militärtechnik in einer Halle und in einem Freigelände, unter anderem auch Flugzeuge und Panzer. Zudem ist ein Exemplar der deutschen Rotor-Chiffriermaschine Enigma ausgestellt, und zwar eine Enigma-K. (Siehe auch: Liste der Enigma-Exponate.)

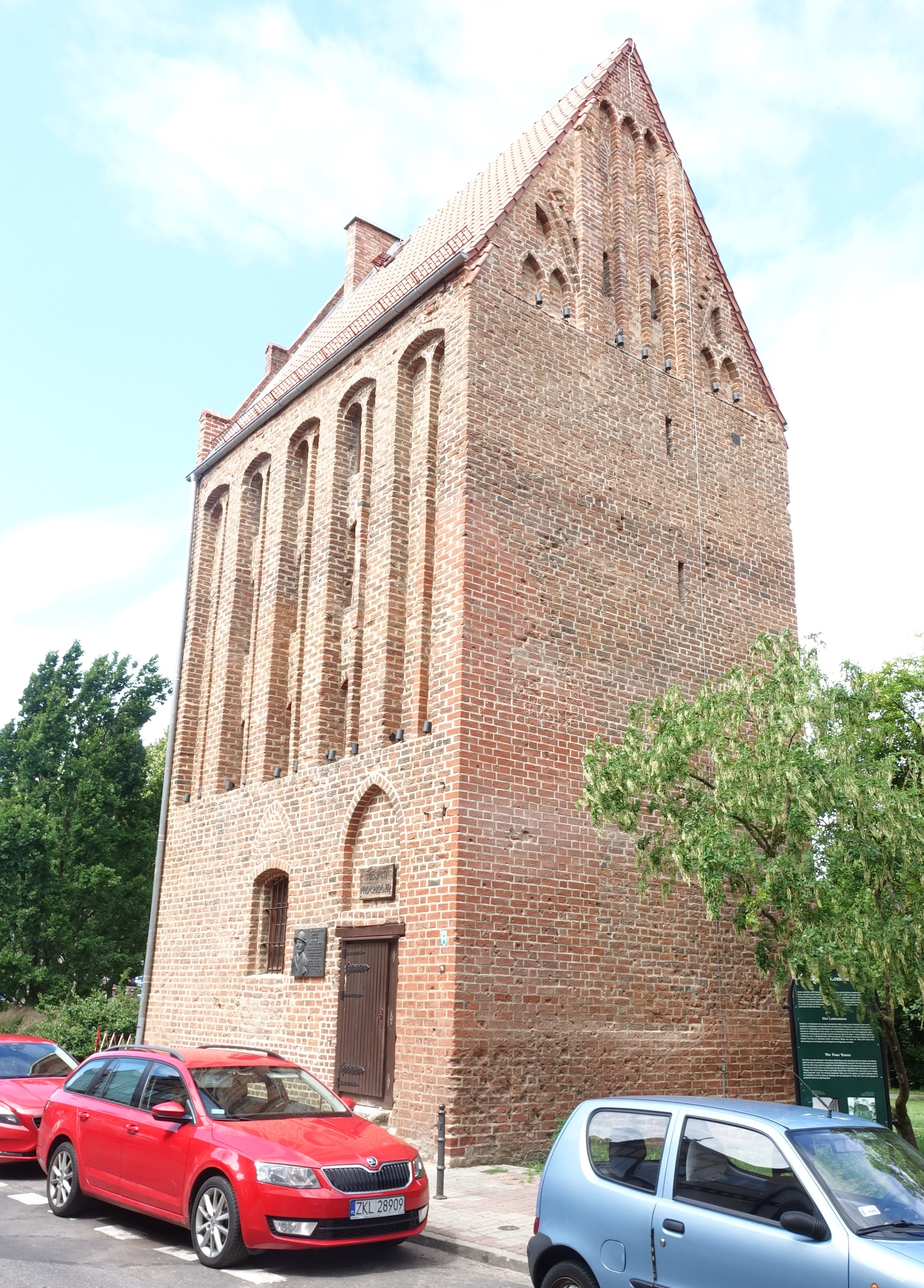
Erhaltener Luntenturm in der Altstadt als Teil der mittelalterlichen Stadtbefestigung

Das gotische Bürgerhaus aus dem 15. Jahrhundert wird nur zeitweise als Museum und zur Präsentation von Ausstellungen genutzt. Hauptsächlich dient es als Forschungsstätte und Lager.
Auf der Salzinsel besteht ein kleines Freilichtmuseum mit einem Kriegsschiff und weiterer Militärtechnik.
Im Keller des Leuchtturms von Kołobrzeg befindet sich das Natursteinmuseum. Dort werden Natursteinexponate unter anderem aus Marokko, Russland, Brasilien und Madagaskar ausgestellt.

## Religionen

### Christliche Kirchen
Geschichte

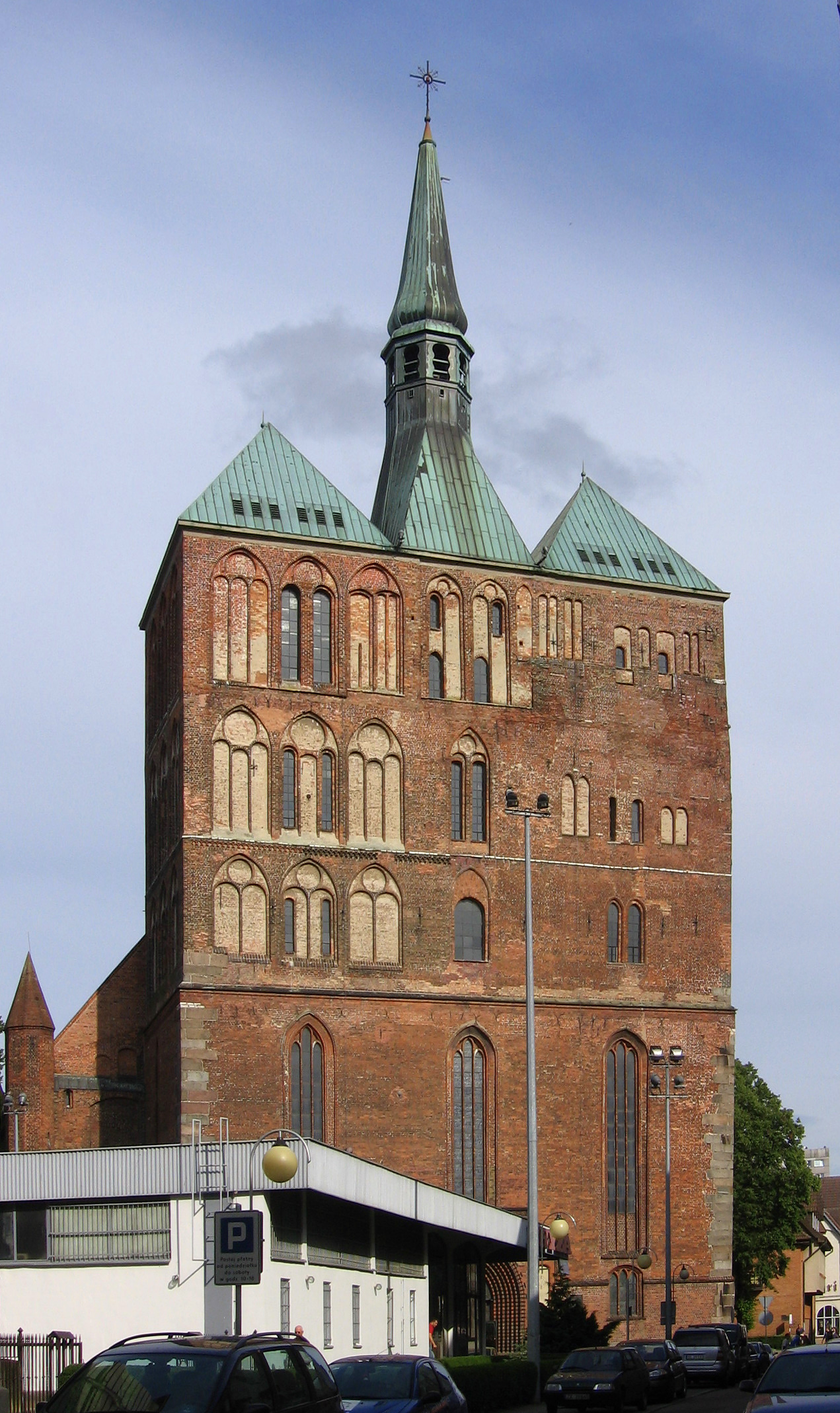
Kolberger Dom (14. u. 15. Jh.), bis 1945 evangelisch

Die alte slawische Siedlung Alt-Kolberg (heute Budzistowo) war im Jahr 1000 Sitz des ersten Bischofs Reinbert in Pommern, der allerdings nur etwa fünf Jahre hier residierte. Nach der Pommernmission 1124/25 entstanden hier mehrere neue Kirchen, darunter ein neuer Dom mit Kollegiatstift und die Johanneskirche, die bis heute erhalten ist

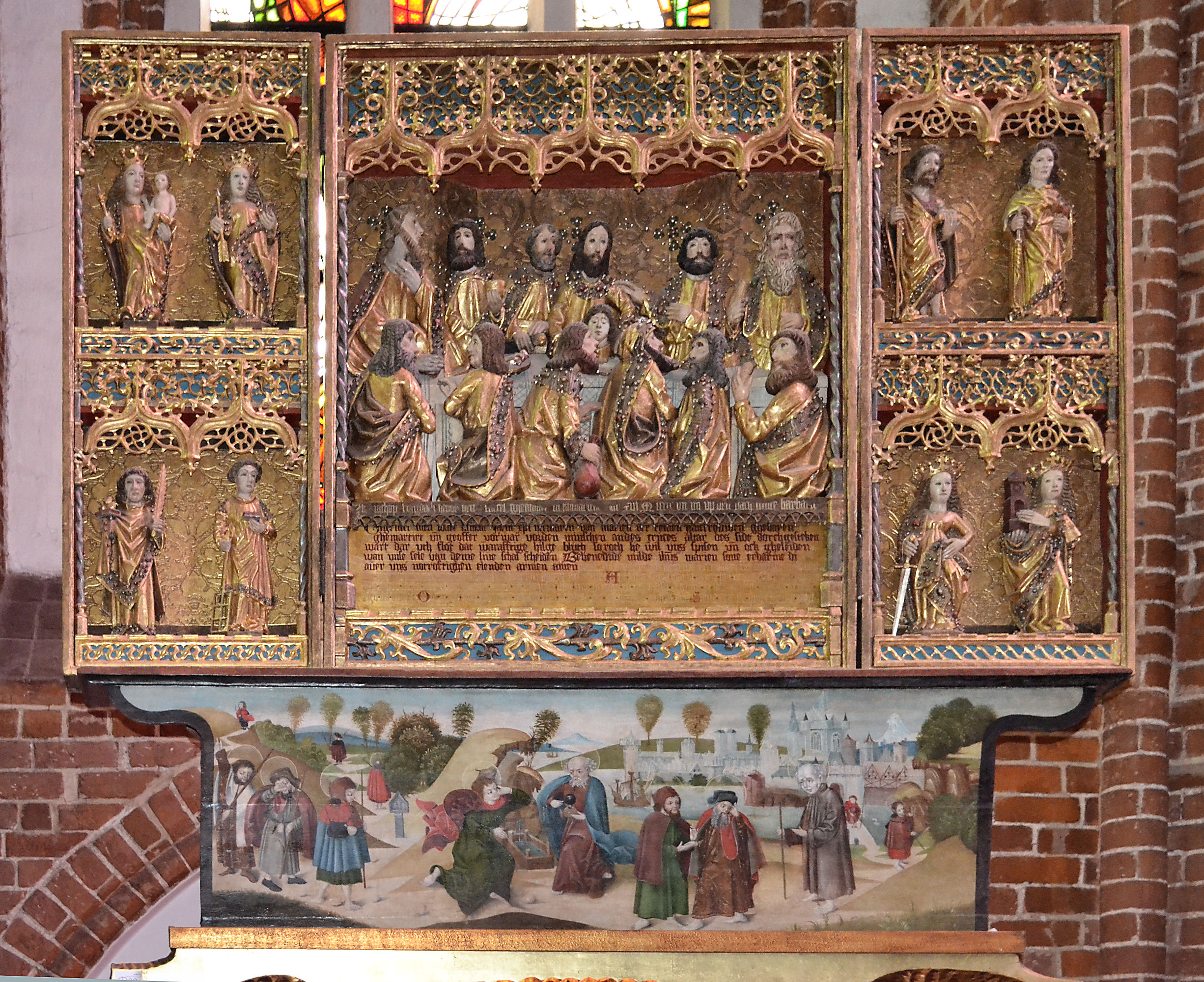
Altarretabel im Dom

Die heutige Stadt Kolberg, etwa zwei Kilometer nördlich, erhielt 1255 das Stadtrecht. In der Folgezeit entstanden dort ein neuer Dom (1282 erwähnt), eine Nikolaikirche, ein Benediktinerinnenkloster sowie ein Heilig-Geist-Hospital, später auch ein Georgen- und ein St.-Gertrud-Hospital.
1531 wurde die Reformation in Kolberg eingeführt, 1534 alle katholischen Institutionen aufgelöst oder in evangelische umgewandelt, so das Benediktinerinnenkloster in ein evangelisches Damenstift. Die Domkirche und die Kirchen St. Nikolai, St. Georgen, St. Spiritus und St. Gertraud blieben erhalten.
1630 wurden im Dreißigjährigen Krieg einige Kirchen zerstört oder beschädigt, danach aber wieder aufgebaut. Nach der Übergabe der Stadt Kolberg an Brandenburg-Preußen wurde die Damenstiftskirche in eine Garnisonkirche für Militär umgewandelt, und es entstand eine reformierte Kirche. 1758 und 1807 erfolgten bei Belagerungen weitere Beschädigungen von Kirchengebäuden.
1895 wurde die römisch-katholische Kirche St. Martin gebaut, 1929 eine Kirche für Altlutheraner und 1932 eine weitere evangelische Kirche, die Erlöserkirche.
Bei der umfassenden Zerstörung der Altstadt 1945 blieben nur Reste des Doms sowie die Garnison- und die Erlöserkirche erhalten. Diese wurden 1945 und 1949 enteignet und in römisch-katholische Kirchen umgewandelt, dazu entstand ein Franziskanerkonvent. 1974 wurde die Domruine an die römisch-katholische Kirche übergeben und von ihr wieder instand gesetzt, 1986 wurde sie zur Basilica minor erhoben, nach 2000 zur Konkathedrale des Bistums Koszalin-Kołobrzeg (Köslin-Kolberg)
Heutige Kirchen
Heute gibt es in Kołobrzeg acht römisch-katholische Kirchen und Kapellen, eine griechisch-katholische Kirche sowie drei evangelisch-freikirchliche Gemeinden und die Zeugen Jehovas.
- Kolberger Dom, erbaut um 1300, heute Konkathedrale, mit wertvollen mittelalterlichen Kunstwerken
- Kreuzerhöhungskirche, 1932 erbaut, zuerst Erlöserkirche
- Kirche St. Matthias
- Kirche der göttlichen Barmherzigkeit
- Mariä-Empfängnis-Kirche an der Persante, 1832 erbaut als Garnisonkirche
- Kirche Maria Schutz, griechisch-katholisch

### Jüdische Gemeinde und Bevölkerung
Geschichte
Mit dem Judenedikt von 1812 haben sich die Lebensbedingungen der Juden in Kolberg verbessert, ihnen wurde die Ansiedlung wieder erlaubt. Nachdem 1844 in der Baustraße 28 (heute ul. Budowlana) der Grundstein für die Synagoge gelegt worden war, wurde diese ein Jahr später eingeweiht. Das Gebäude wurde um 1900 durch einen Neubau ersetzt. Von ca. 1865 bis 1925 war Salomon Goldschmidt Rabbiner von Kolberg.
Ab 1935 wurde der Zugang für Juden zu den Seebädern erschwert. 1938 wurde bei der Pogromnacht die Synagoge zerstört und zahlreiche männliche Juden in das KZ Sachsenhausen deportiert. Nach weiteren Transporten gab es 1942 nur noch sieben jüdische Einwohner in der Stadt, die in so genannter „Mischehe“ lebten. Mehr unter Geschichte (s. o.).

## Weitere Sehenswürdigkeiten

### Bauwerke (Auswahl)

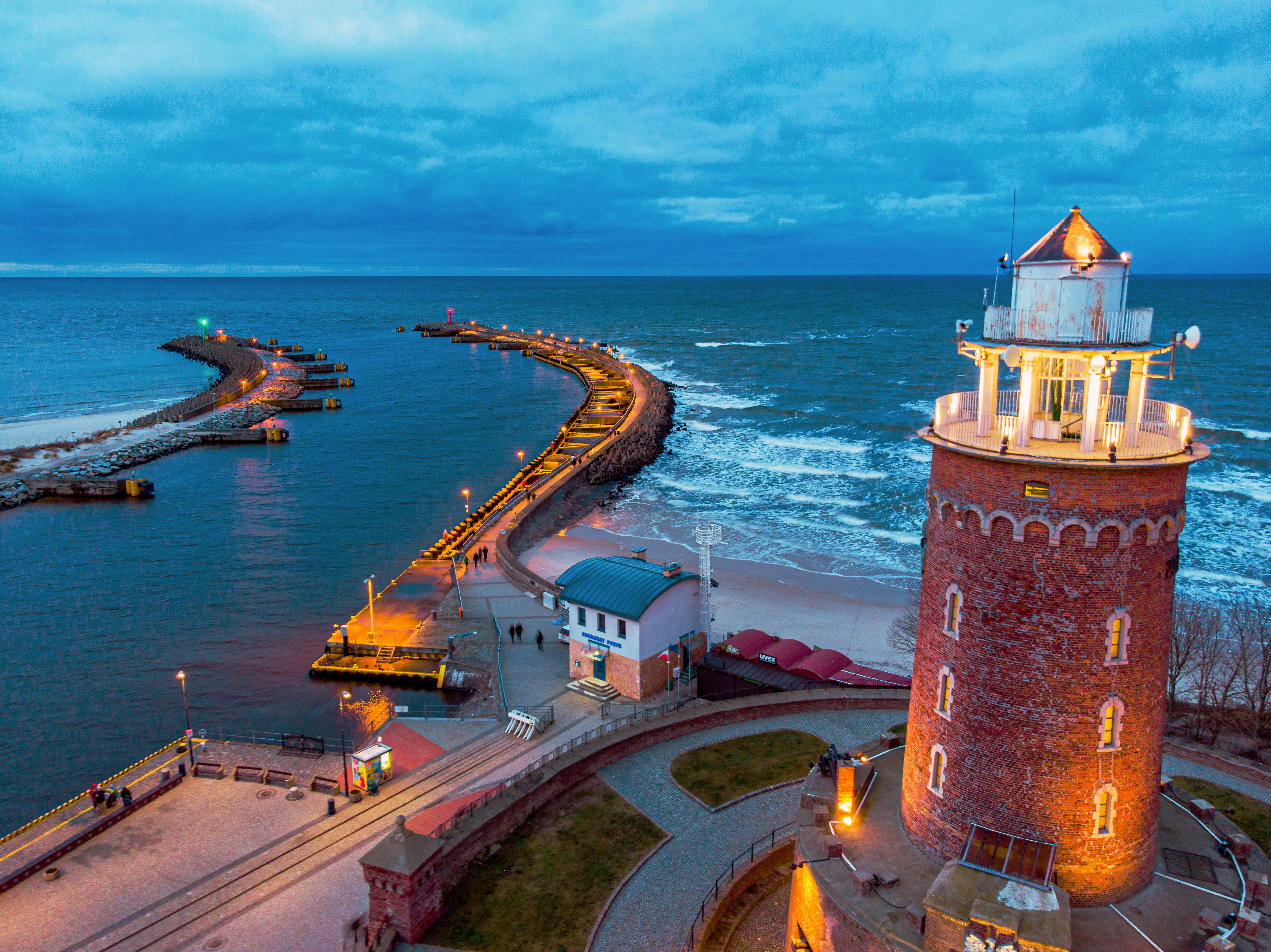
Leuchtturm mit Bastion

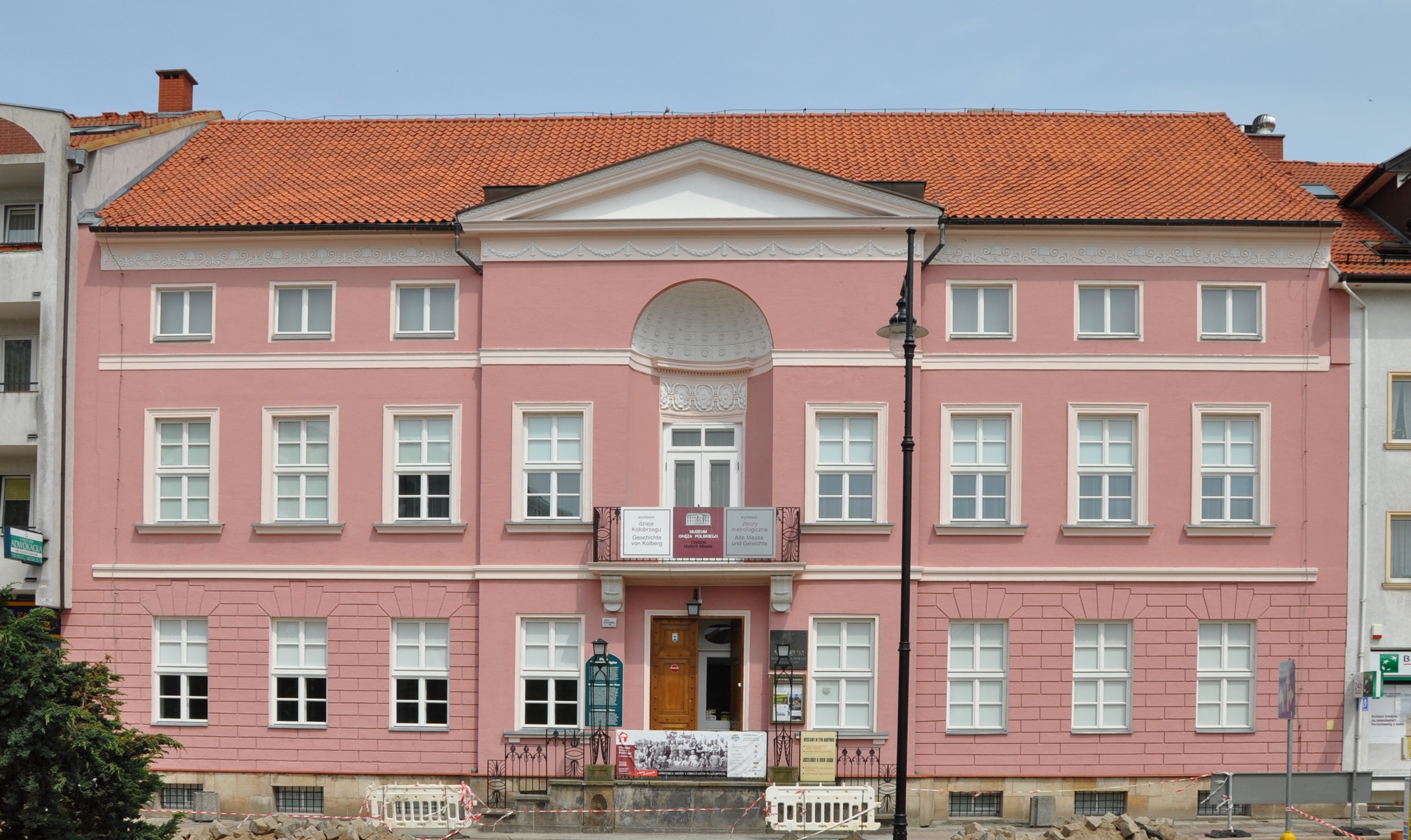
Braunschweigisches Haus

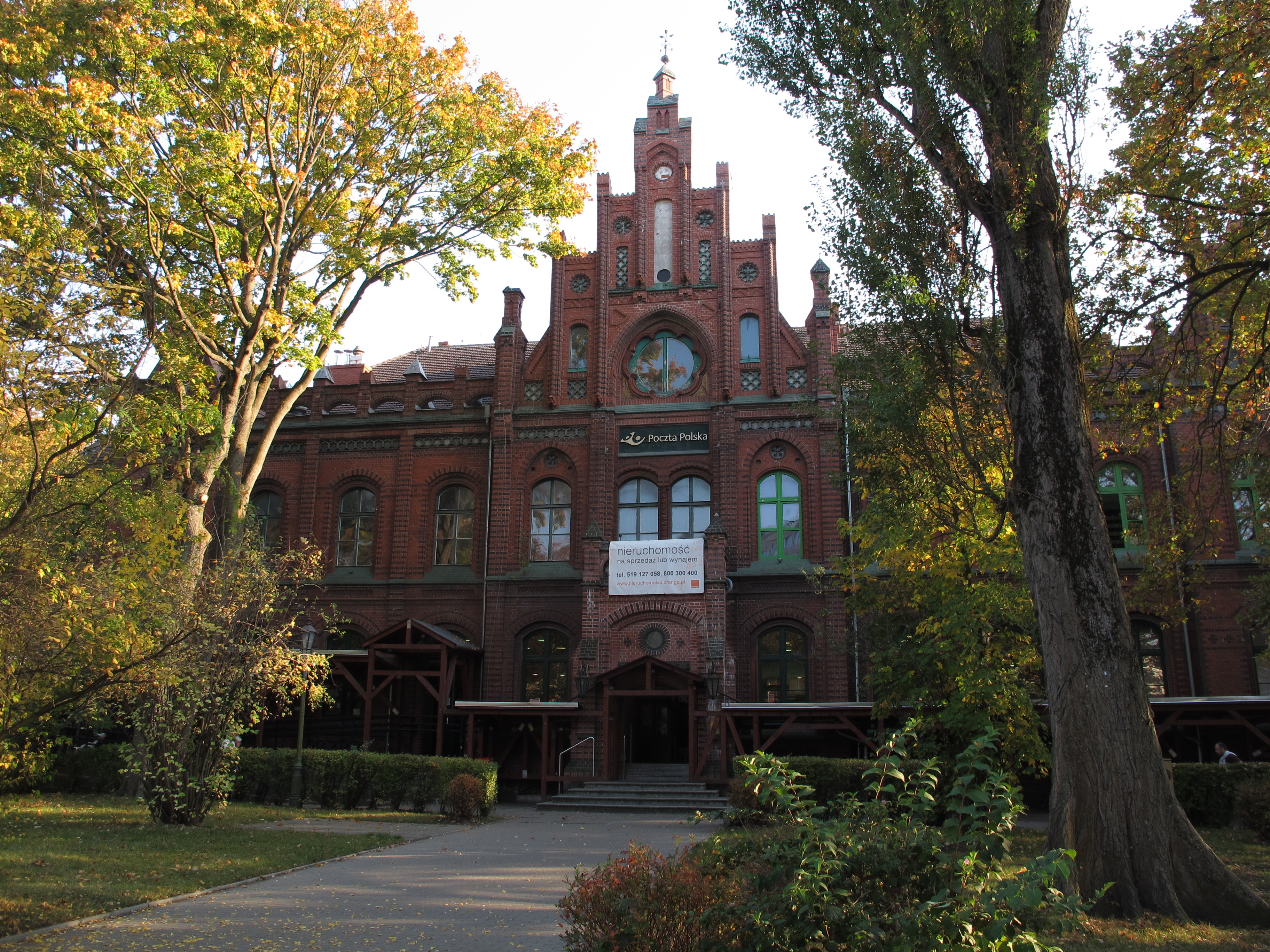
Postamt von 1884

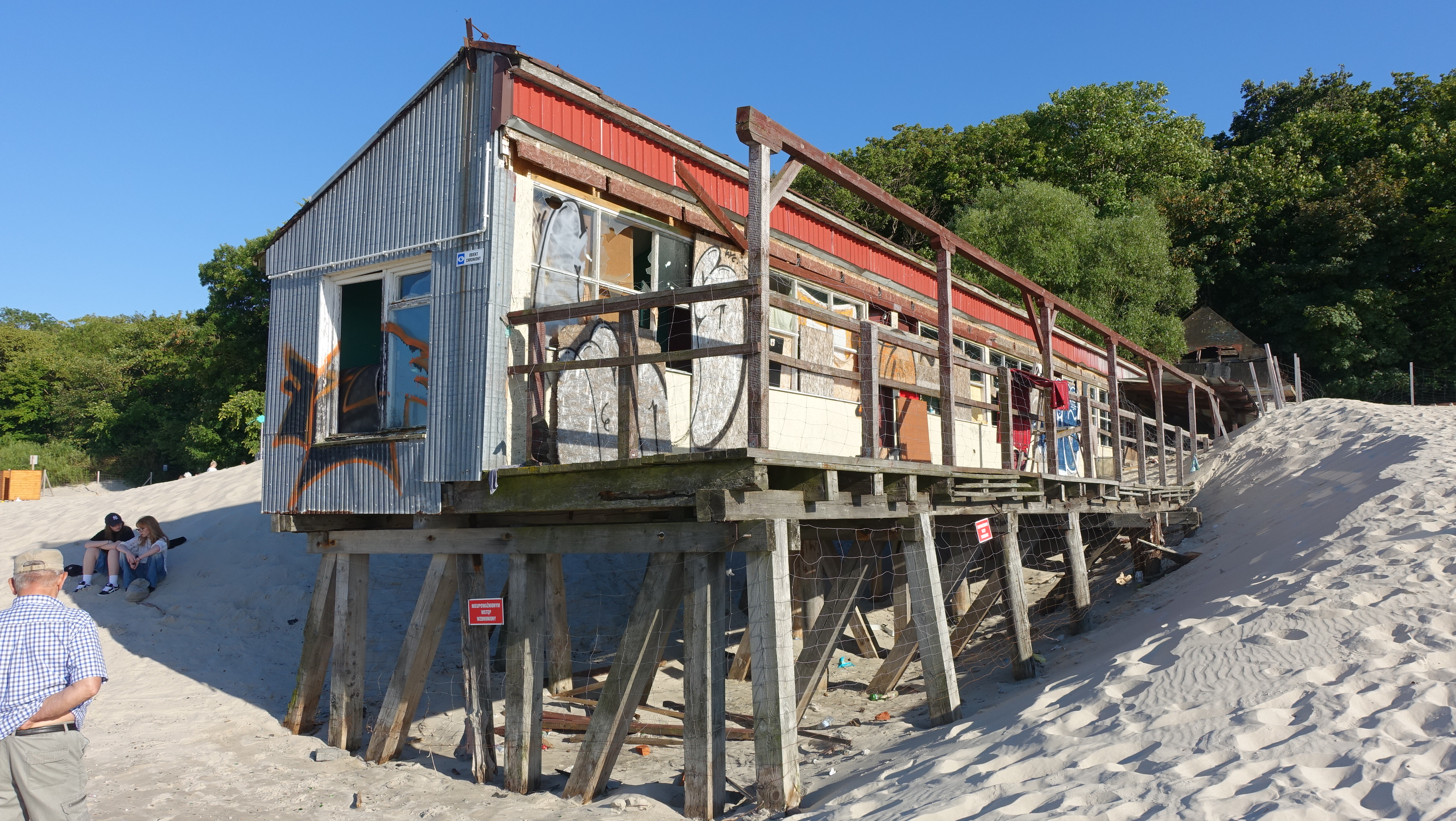
Ruine eines ehemaligen Sanatoriums am Strand

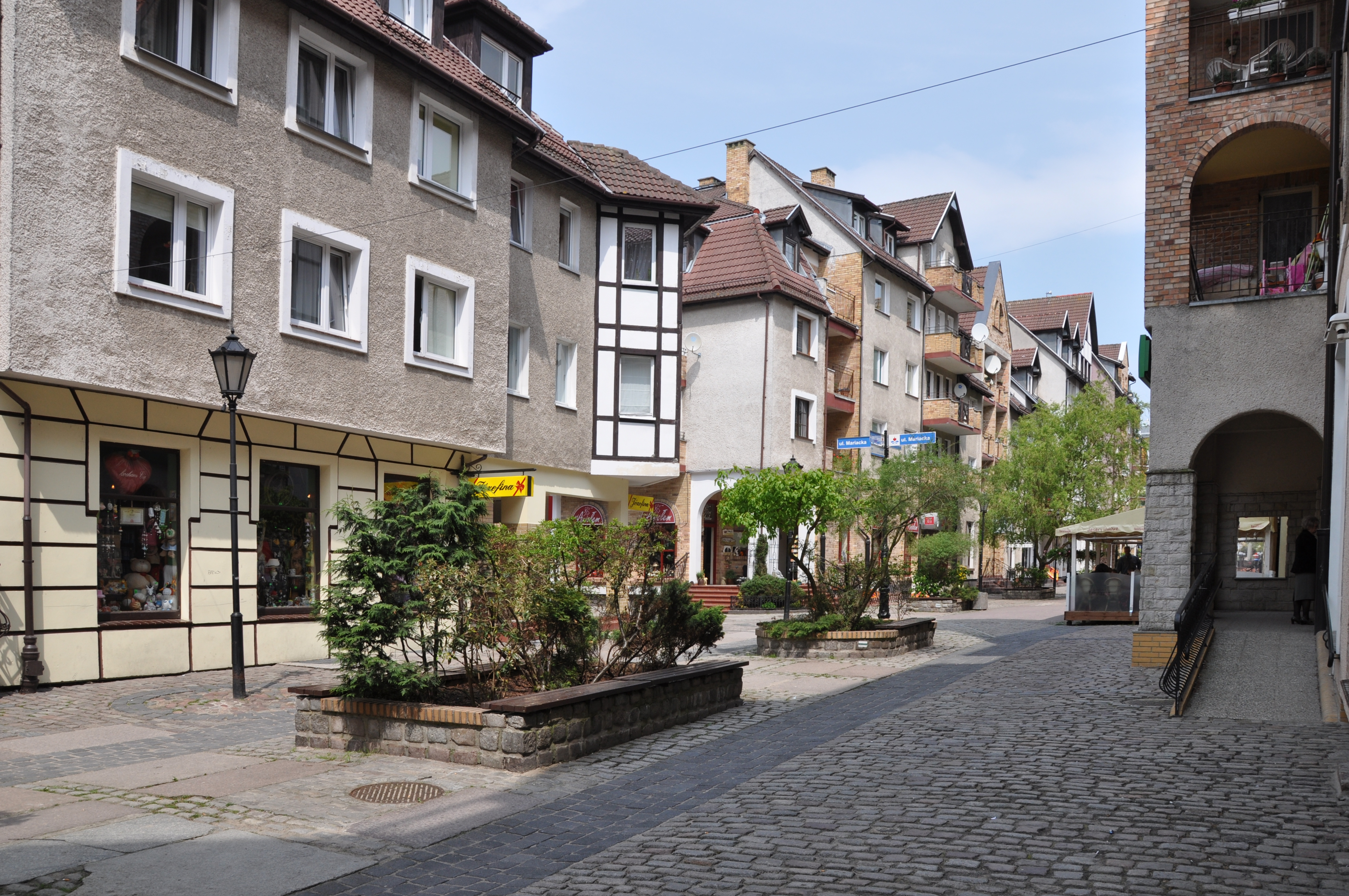
Wiederaufgebaute Altstadtstraße

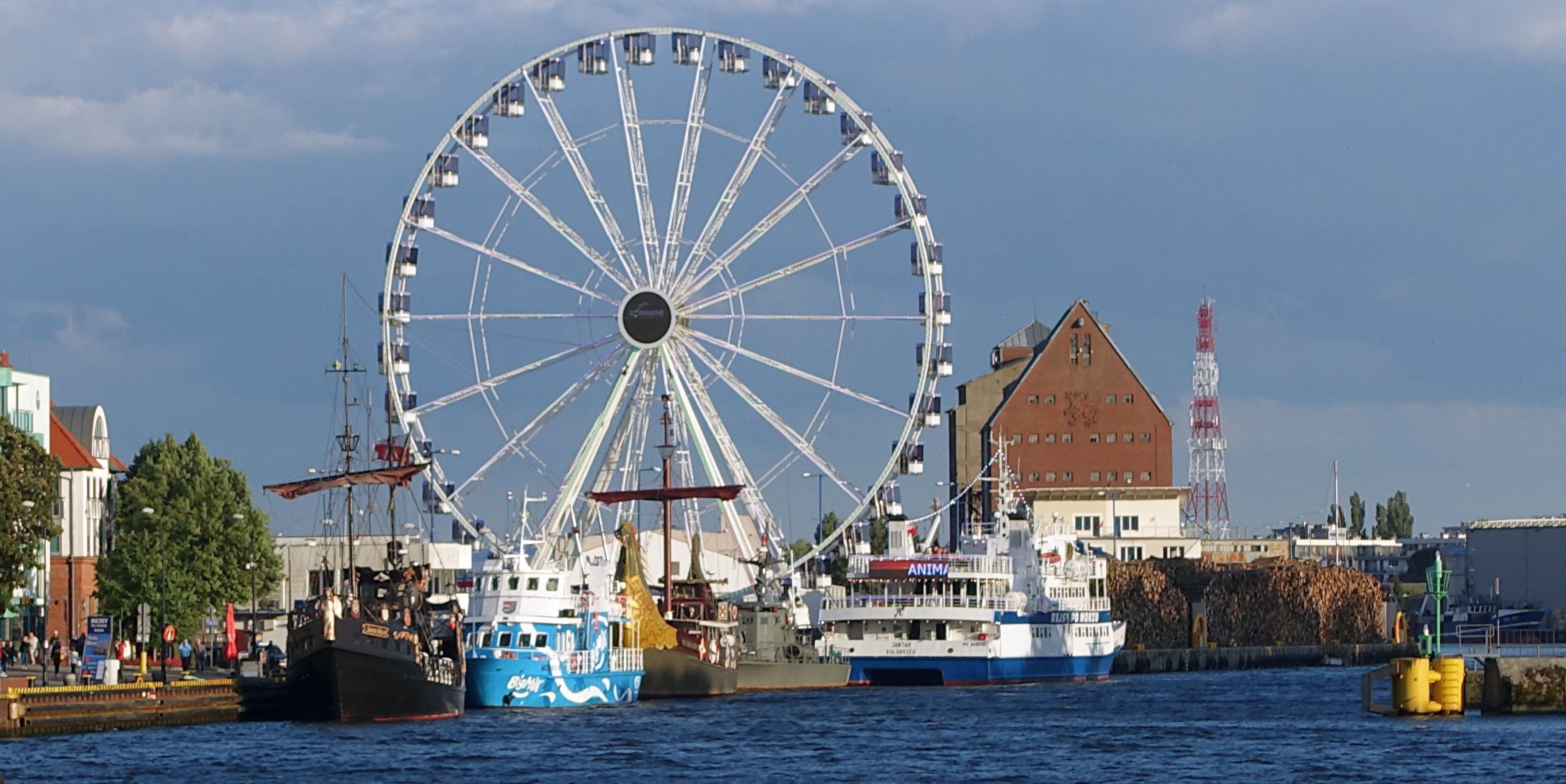
Hafen mit temporärem Riesenrad

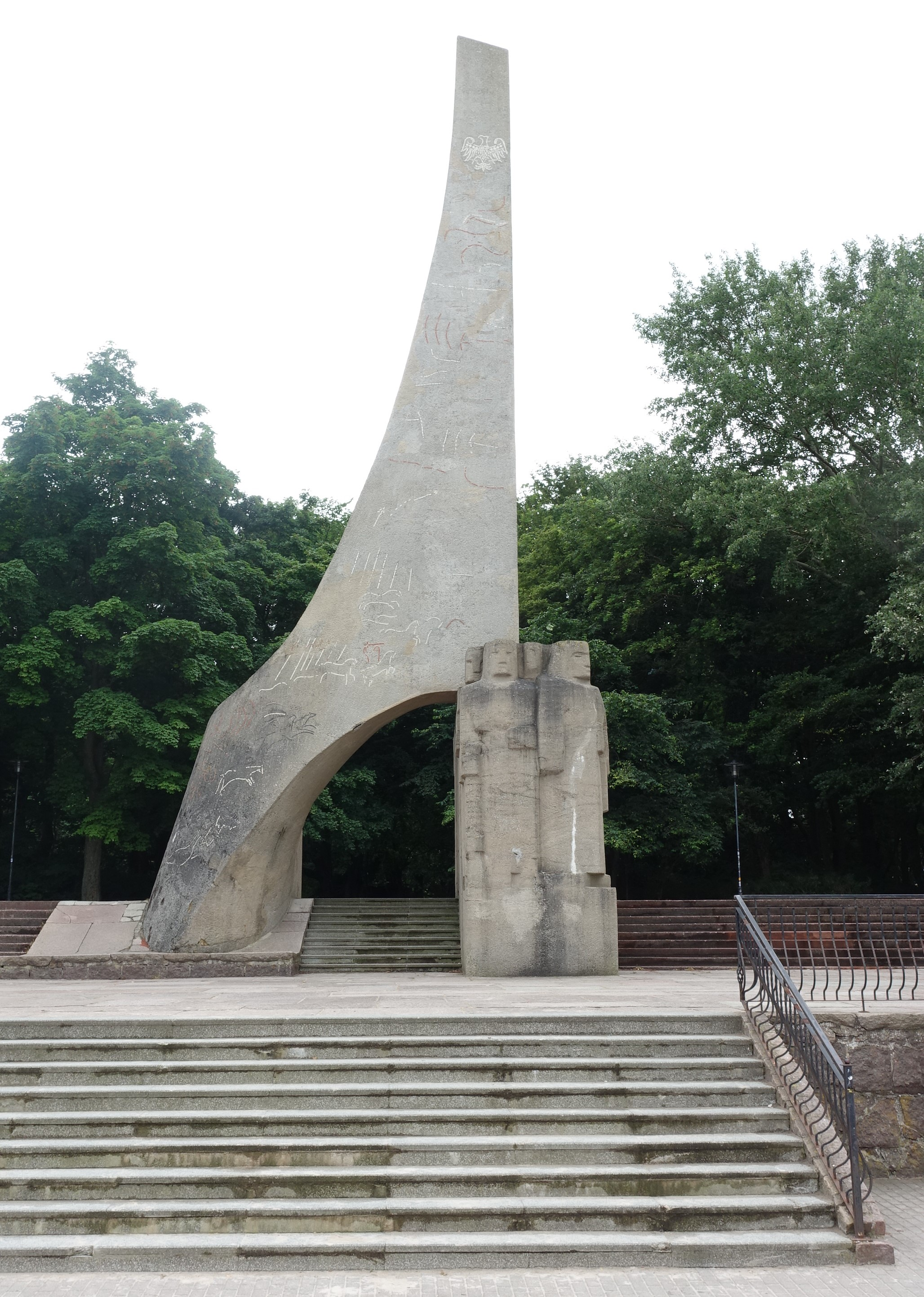
Obelisk zur Vermählung Polens mit dem Meer

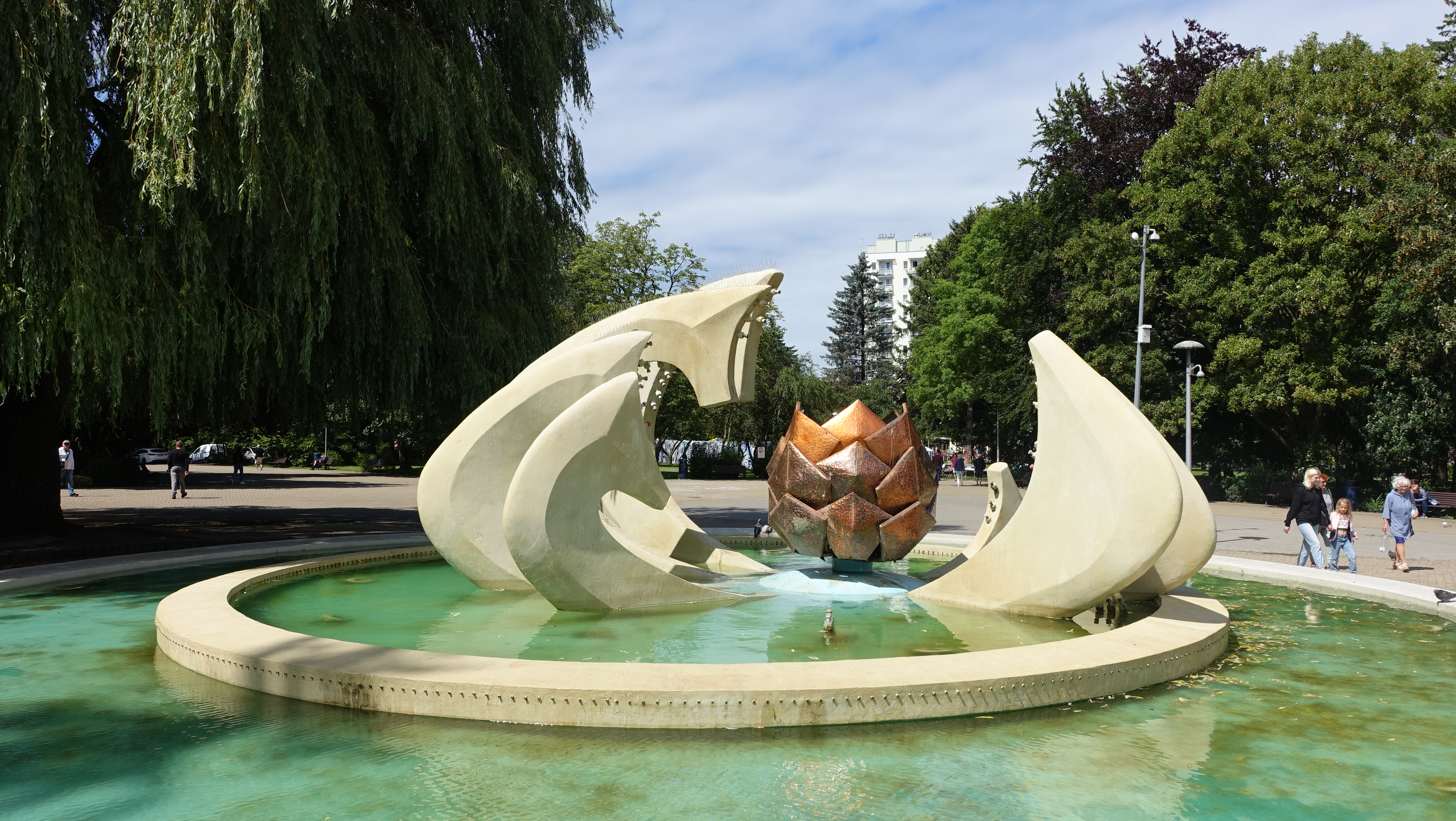
Brunnen „Kiefer des Präsidenten“ im brutalistischen Stil erbaut

Die Altstadt wurde 1945 fast vollständig zerstört. Erhalten blieben nur sehr wenige Gebäude.
Bei der Neugestaltung der Innenstadt gab es ab 1975 eine Wende in der Baupolitik. Ein Architekt entwarf ein Gesamtkonzept, das eine in Jahrhunderten „gewachsene“ Stadt darstellen sollte, mit Gebäudefronten und Giebeln verschiedener Stilrichtungen – statt größerer Plattenbauten.
Die wenigen noch unzerstörten Gebäude wurden in die „Stadt-Komposition“ einbezogen.
- Das Braunschweigsche Haus, benannt nach der angesehenen Kolberger Ratsfamilie von Braunschweig, entstand Mitte des 17. Jahrhunderts durch die Kaufmanns- und Reederfamilie Plüddemann und wurde 1808 umgebaut. Im 21. Jahrhundert dient es als Museum mit einer Ausstellung zur Stadtgeschichte Kolbergs.
- Der mittelalterliche Luntenturm (Pulverturm) diente zur Lagerung von Schießpulver.
- Das Rathaus wurde 1829 bis 1831 von Ernst Friedrich Zwirner nach einem Entwurf Karl Friedrich Schinkels unter Einbeziehung der Reste des 1807 zerstörten gotischen Vorgängerbaus erbaut. Das 1860 vor dem Rathaus aufgestellte Denkmal König Friedrich Wilhelm III. von Friedrich Drake ist nach 1945 beseitigt worden.
- Das Stadttheater Kolberg bestand von 1868 bis 1945.
- Das Postamt wurde 1883–1884 nach einem Entwurf der Bauabteilung unter August Kind im Reichspostamt im neugotischen Stil errichtet.
- Der Leuchtturm Kołobrzeg wurde nach dem Zweiten Weltkrieg als eines der ersten Gebäude neu erbaut und ist heute ein Wahrzeichen der Stadt. Er befindet sich auf den Resten eines alten Forts zur Verteidigung des Kolberger Hafens, früher der eigenständige Ort Kolbergermünde, und am Ort des alten Lotsenamtes. Im Keller des Leuchtturmes ist ein privates Museum für Minerale und Gesteine eingerichtet.
- Die 220 Meter lange Kolberger Seebrücke ist die zweitlängste Betonseebrücke in Polen. Sie wurde 2015 nach vollständiger Sanierung wiedereröffnet.

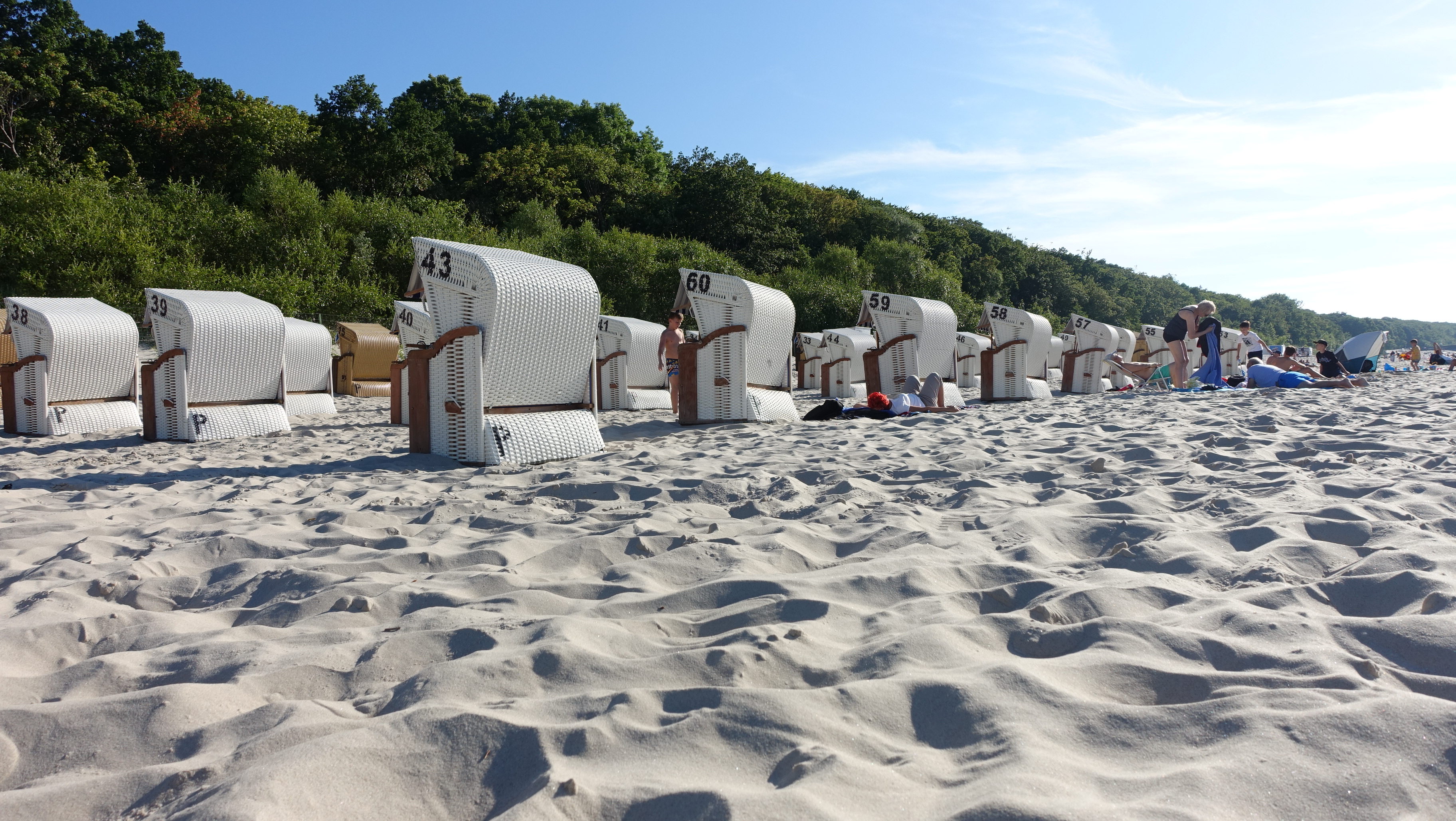
Feiner Sandstrand mit Strandkörben

- Das Denkmal der Vermählung Polens mit dem Meer an der Strandpromenade zwischen Leuchtturm und Seebrücke wurde 1963 enthüllt. Es erinnert an die symbolische Vermählung mit dem Meer nach der Eroberung der Stadt am 18. März 1945.

### Friedhöfe und Gedenkstätten
- Auf dem städtischen Friedhof (polnisch Cmentarz Komunalny) befinden sich neben den christlichen Gräbern verschiedene Gedenkstätten: Für die in der Zeit des Nationalsozialismus deportierten Juden, für die im Kampf um Kołobrzeg gefallenen sowjetischen Soldaten und für die in der Zeit des Stalinismus deportierten Polen und Mitglieder der polnischen Widerstandsbewegung.
- Der alte jüdische Friedhof befand sich von 1812 bis zu seiner Zerstörung in der Reichspogromnacht 1938 im heutigen Park Teatralny. Heute sind dort wenige Grabsteine in einem Lapidarium wiederaufgestellt und ein Gedenkstein für die ehemalige jüdische Gemeinde errichtet, die 1940 in das Vernichtungslager Bełżec deportiert und ermordet wurde.
- Der neue jüdische Friedhof befand sich in der ul. Koszalińska (ehemalig: Kösliner Straße) und wurde ebenfalls 1938 in der Reichspogromnacht verwüstet.[64]

## Infrastruktur und Wirtschaft

### Verkehr

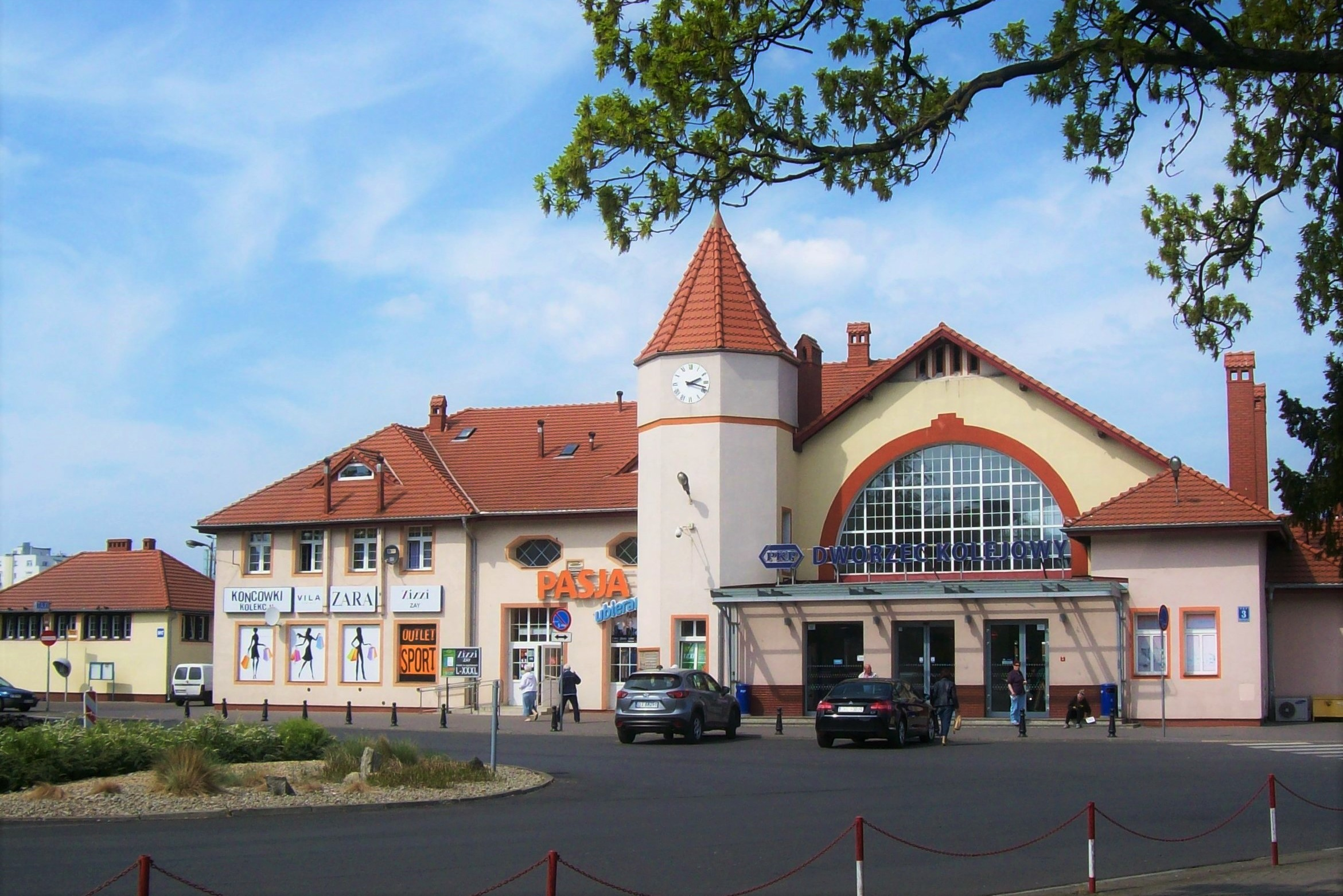
Bahnhof

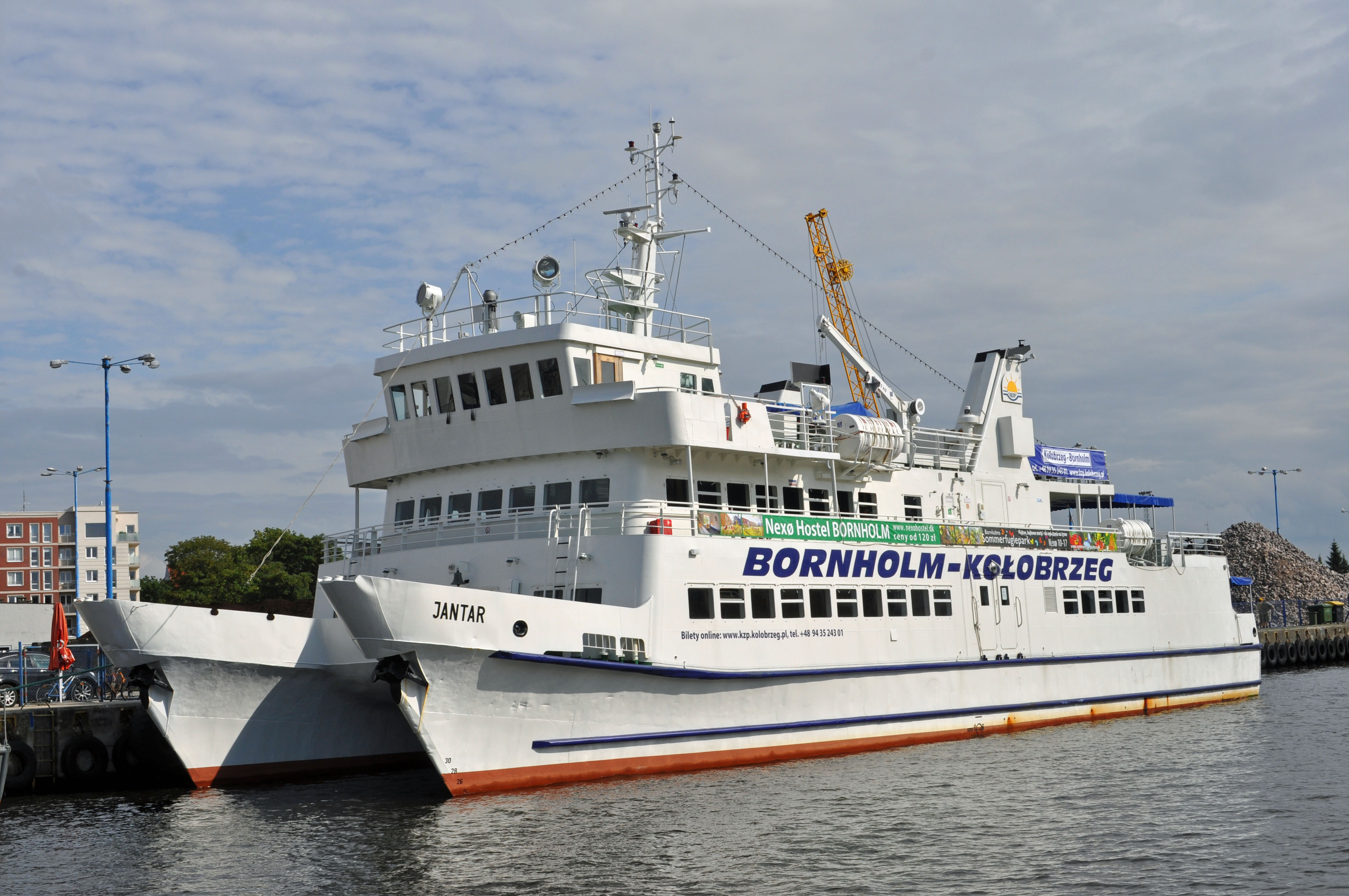
Fähre nach Bornholm (2011)

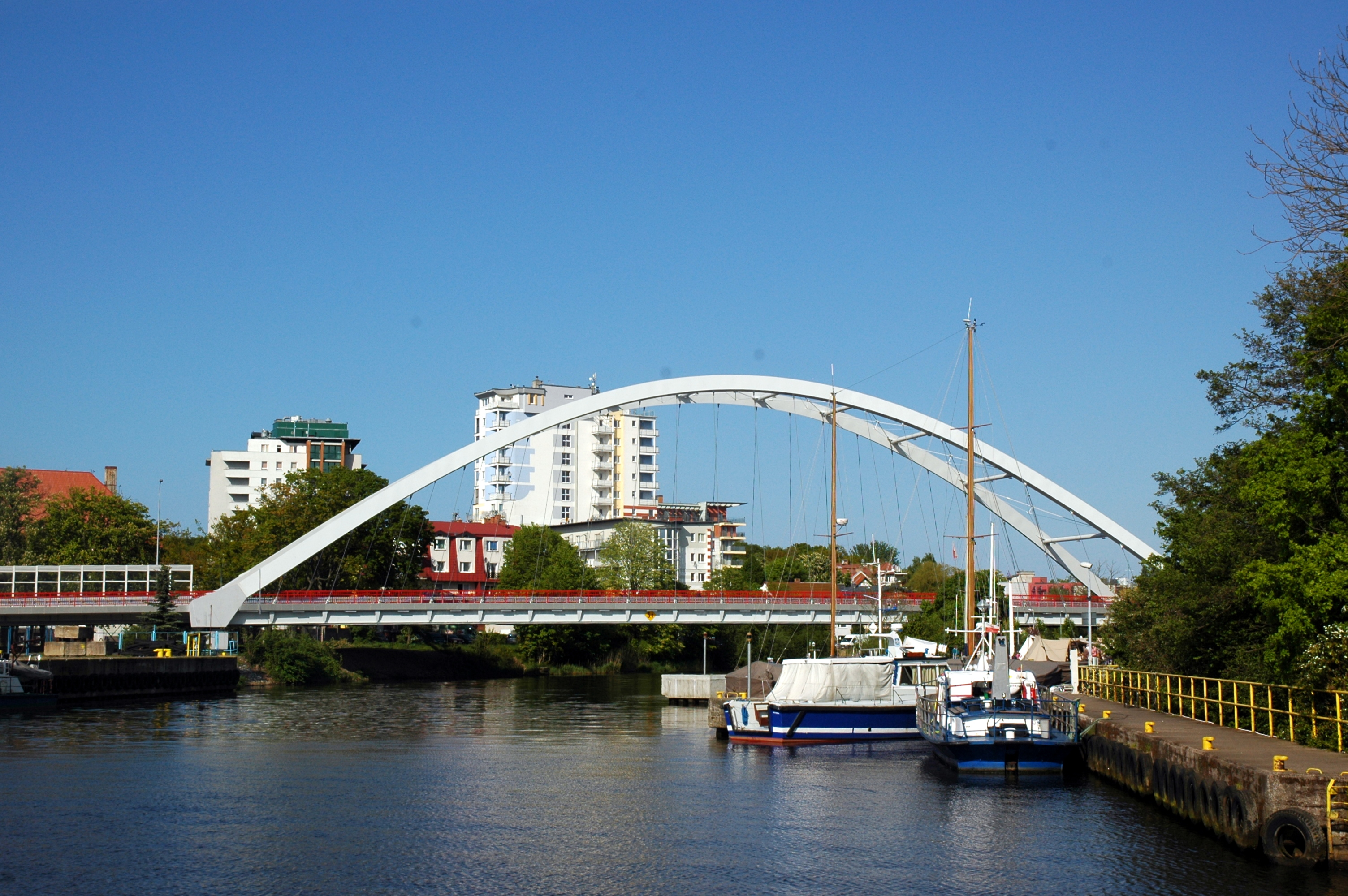
Fluss Persante (Parsęta) im Stadtgebiet

Im Stadtgebiet wurden seit 2004 viele Infrastrukturprojekte mit Mitteln der Europäischen Union realisiert. Dazu gehören die Zufahrts- und städtischen Straßen, Brücken über die Persante (Parsęta) und den Holzgraben (Kanał Drzewny), die Strandwege, die Einrichtungen des Hafens und die Radwege.
Seit dem 1. Juni 2024 ist der ÖPNV für Einwohner der Stadt kostenlos.
Kołobrzeg liegt an der Landesstraße DK11 sowie den Woiwodschaftsstraßen DW102 und DW163.
Der Bahnhof Kołobrzeg besteht seit 1859 mit Verbindungen nach Stettin, über Koszalin (Köslin) nach Danzig und über Białogard (Belgard) nach Szczecinek (Neustettin). Die Fahrzeit der schnellen Verbindung über Słupsk (Stolp), die Dreistadt Gdynia – Sopot – Danzig und Warschau nach Krakau beträgt rund 8,5 Stunden. Von 1895 bis in die 1960er Jahre verband die Kolberger Kleinbahn (KKB) das Umland mit der Stadt.
Vom Hafen besteht eine Fährverbindung nach Nexø auf der dänischen Insel Bornholm, die in den Sommermonaten täglich benutzt werden kann.
Durch die Stadt führt der Ostseeküsten-Radweg (EuroVelo 10) (polnisch: Międzynarodowy szlak rowerowy wokół Bałtyku R-10). Der BTBP1 (Bike the Baltic – Pomerania 1) beginnt bzw. endet hier als regionaler Radweg.
Die nächstgelegenen Flughäfen sind der ca. 44 km entfernte Koszalin Zegrze Airport und der ca. 80 km entfernte Szczecin-Goleniów Solidarność Airport. Der ehemalige Militärflughafen im ca. 9 km entfernten Bagicz (Lotnisko Kołobrzeg-Bagicz) wird nur noch in Teilen für die private Sportfliegerei genutzt, einige Hangars sind vermietet, andere verfallen.

### Hafen und Fischereiwirtschaft
Der Hafen von Kołobrzeg hatte 2013 einen Warenumschlag von insgesamt 117.309 Tonnen, nach 170.608 Tonnen im Jahr 2012. Mit 69 Prozent hat dabei Holz einschließlich Pellets und Hackschnitzeln den größten Anteil. Im Jahre 1848 waren im Kolberger Hafen 19 Handelsschiffe beheimatet, 1929 verkehrten im Kolberger Hafen 998 Schiffe; der Güterumschlag betrug 111.127 Tonnen.
Im erweiterten östlichen Hafenbereich liegen mehrere, Piratenschiffen nachempfundene, Ausflugsboote, die touristische Rundtouren vor der Küste anbieten. Ein leichtes Kriegsschiff ist als Museum eingerichtet.
Der Fang der Flotte der Fischereigenossenschaft wird direkt im Hafen vermarktet und beinhaltet sowohl Frisch- als auch vor Ort zubereiteten Räucherfisch. Für den gekühlten Transport in Lastkraftwagen und die Verwendung in größeren Fangschiffen produziert eine Fabrik direkt im Hafen Eis.
Der Yachthafen wurde bis Ende 2011 vom Tourismusverband Westpommern mit Mitteln der Europäischen Union modernisiert. Ein weiterer Bereich zwischen Yacht- und Fischereihafen wurde bis ins Jahr 2015 mit weiteren Boots- bzw. Yachtliegplätzen neu erschlossen.
Kurz vor der Mündung der Parsęta ist ein Teil des Hafens auf der westlichen Seite Marinehafen (Port wojenny) und militärisches Sperrgebiet. Hier liegen in der Regel leichte Kriegsschiffe der 8. Küstenschutz-Flottille (Flotyllę Obrony Wybrzeża) der Polnischen Marine, die der Verteidigung der Küste dienen.

### Tourismus

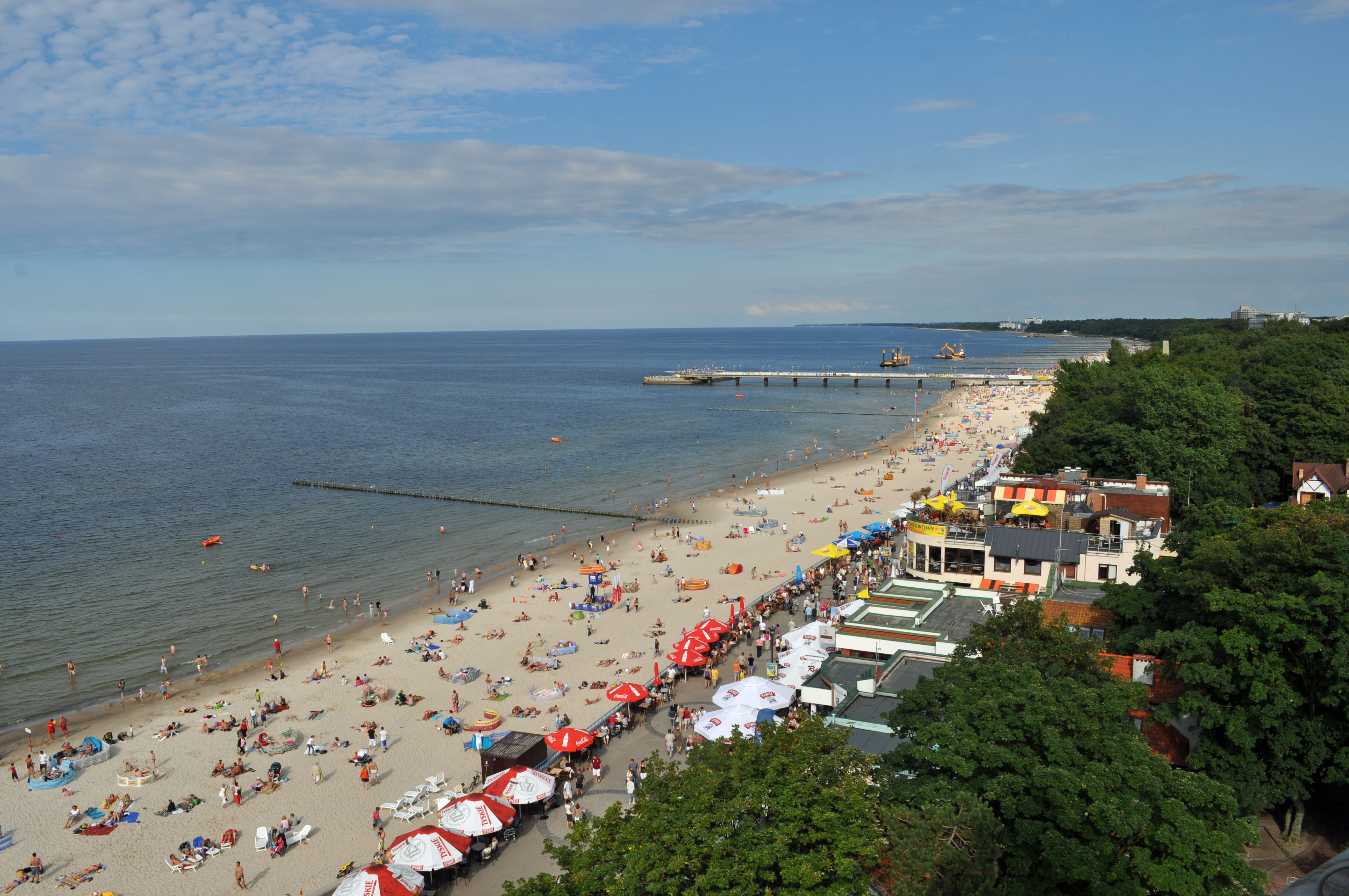
Badestrand (Aufnahme 2011)

Weil Kolberg seit dem 19. Jahrhundert sowohl See- als auch Moor- und Solebad war und die Betreuung der Gäste ein hohes Niveau erreichte, entwickelte es sich bis 1933 zu einem der größten deutschen Ostseebäder. Die meisten Besucher kamen aus Berlin und dem mittleren und östlichen Deutschland. Verhältnismäßig hoch war mit (geschätzt) 5–8 % der Anteil polnischsprachiger Besucher auch aus Österreich und Russland. Für diese Besucher gab es zunächst in der Saison und seit etwa 1890 ganzjährig katholische Gottesdienste (veranstaltet in St. Martin) in ihrer Sprache. 1904 wurden 13.288 Kurgäste gezählt.
Ab 1933, zur Zeit des Nationalsozialismus, beschränkte sich der Tourismus vorwiegend auf Gäste im Rahmen der Organisation Kraft durch Freude, die eine ideologisch motivierte Freizeit- bzw. Urlaubsgestaltung zum Ziel hatte. Mit 566.000 Fremdenübernachtungen im Sommerhalbjahr 1938 war Kolberg das meistbesuchte der pommerschen Seebäder im letzten Jahr vor dem Zweiten Weltkrieg.
Seit dem Ende des 20. Jahrhunderts bildet der Tourismus in Kołobrzeg vor allem in den Sommermonaten den stärksten wirtschaftlichen Zweig: Den Gästen steht eine Vielzahl von Unterkünften in allen Kategorien zur Verfügung und es gibt eine breite Palette touristischer Attraktionen.

### Bildung
Eine Domschule wurde in Kolberg erstmals um 1300, möglicherweise schon vor 1250, genannt. Sie entwickelte sich später zum Lyzeum und bestand als Domgymnasium Kolberg bis 1945. Damit verbunden war eine Realschule erster Ordnung sowie eine Höhere Töchterschule.
In der Stadt befand sich bis 1854 eine der insgesamt fünfzehn Garnisonsschulen der Preußischen Armee. Diese wurde wegen zu geringer Inanspruchnahme und des guten Zustandes der Kolberger Zivilschule 1854 vorübergehend aufgelöst, jedoch später wiedereröffnet; um 1867 wurde sie von 260–270 Kindern beiderlei Geschlechts besucht.
Die Stadt hat im 21. Jahrhundert sechs Grundschulen, mehrere Mittelschulen (polnisch: Gimnazja) und Fachschulen für die Bereiche Technik, Wirtschaft/Hotelgewerbe, Soziales und (maritime) Schifffahrt. Daneben gibt es noch berufsbildende Schulen (polnisch: Szkoły policealne) für die Bereiche Volkswirtschaft/Gesundheitsmanagement, Betriebswirtschaft und eine Kunsthochschule für Musik.
In Kołobrzeg findet seit 2005 jährlich gegen Ende Januar die zweitägige medienpädagogische Konferenz Od Becika Każdy Klika (frei übersetzt: 'Aus den Windeln an die Computermäuse') statt, mit der Lehrkräften der Woiwodschaft Westpommern Fort- und Weiterbildungen vorwiegend im Bereich digitaler Medien geboten werden. Die von der Fachschule
Zespół Szkół Nr 1 im. Henryka Sienkiewicza w Kołobrzegu (Gemeinschaftsschule Henryk Sienkiewicz) organisierte Konferenz steht unter der Schirmherrschaft lokaler und regionaler Politiker und wird von Unternehmen vorwiegend aus den Bereichen Bildung und Technologie gesponsert.

## Persönlichkeiten
In der Liste von Persönlichkeiten der Stadt Kołobrzeg sind die in der Stadt geborenen Persönlichkeiten aufgeführt sowie solche, die ihren Wirkungskreis in Kołobrzeg hatten.

## Partnergemeinden
- Bad Oldesloe, Deutschland
- Barth, Deutschland
- Berliner Bezirk Pankow, Deutschland
- Koekelberg, Belgien
- Feodossija, Ukraine
- Follonica, Italien
- Landskrona, Schweden
- Nexø, Dänemark
- Nyborg, Dänemark
- Pori, Finnland
- Simrishamn, Schweden